# Danh sách đĩa đơn quán quân thập niên 2000 (Liên hiệp Anh)

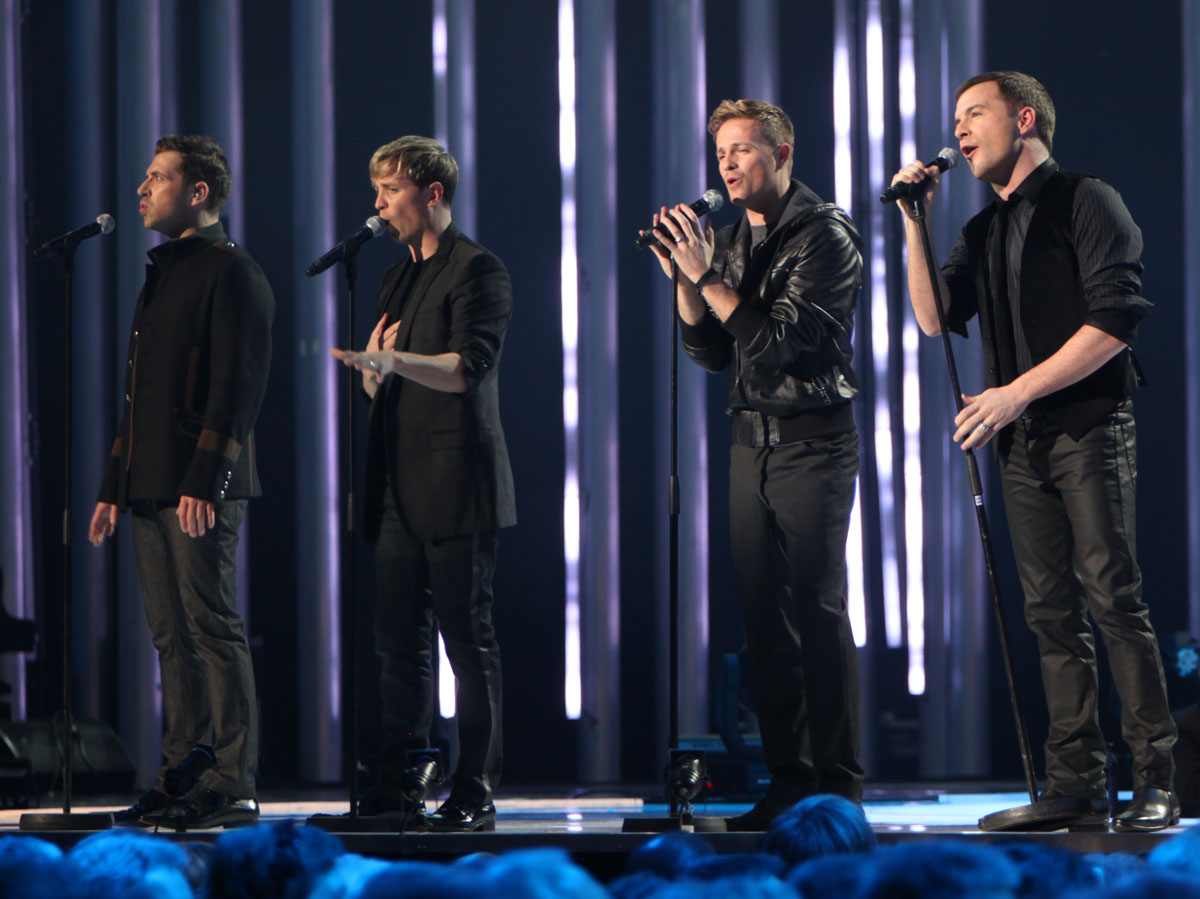
Westlife có 11 đĩa đơn quán quân từ năm 2000 đến 2009, bao gồm một bản cover "Against All Odds" của Phil Collins, mà ban nhạc đã phát hành bản song ca với Mariah Carey vào năm 2000

UK Singles Chart là bảng xếp hạng biên tập và tổng hợp bởi The Official Charts Company (OCC), đại diện cho ngành công nghiệp thu âm nước Anh. Bảng xếp hạng công bố hàng tuần trong 7 ngày tính từ Chủ nhật đến thứ Bảy, và 40 đĩa đơn trong bảng xếp hạng được công bố mỗi chủ nhật trên sóng phát thanh BBC Radio 1. Trước sự ra đời của dịch vụ tải nhạc kỹ thuật số, việc xếp hạng dựa hoàn toàn vào doanh số bán hàng của các đĩa đơn từ các cửa hàng bán lẻ, nhưng từ năm 2005, sự xuất hiện của loại hình tải nhạc này đã góp mặt vào việc tổng hợp bảng xếp hạng.
Trong thập niên 2000, có 274 đĩa đơn đã đạt vị trí số 1 trên bảng xếp hạng. Trong quãng thời gian này, Westlife là nhóm nhạc thành công nhất trên bảng xếp hạng với 11 đĩa đơn quán quân. Rihanna và Jay-Z với ca khúc "Umbrella" đã có 10 tuần đứng đầu bảng xếp hạng vào năm 2007, là đĩa đơn đứng đầu bảng lâu nhất chỉ sau hit "Love Is All Around" của Wet Wet Wet năm 1994, đứng đầu bảng xếp hạng trong 15 tuần. Các trang web cho phép nghe nhạc với số đông khán giả trên các mạng xã hội như YouTube và MySpace ra đời, làm gia tăng nhanh chóng việc sao chép bất hợp pháp các bản nhạc. Điều này và sự mở đầu của UK Official Download Chart vào năm 2004 dẫn đến sự sụt giảm doanh số bán hàng và giảm số lượng các bản sao của các thu âm quán quân trên bảng xếp hạng. "Crazy" của Gnarls Barkley trở thành ca khúc đầu tiên đứng đầu bảng xếp hạng chỉ dựa trên lượt tải xuống trên mạng trong năm 2006, đạt vị trí số một trong 9 tuần liên tiếp.
Doanh số các đĩa đơn bán lẻ bị sụt giảm hơn 1 thập kỷ, nhưng đồng thời các đĩa đơn ở dạng tải kỹ thuật số cũng góp phần biến đổi xu hướng trong năm 2008 khi doanh số hai loại đĩa này cộng loại tăng thêm 33% so với các năm trước. Lily Allen tự quảng bá bản thân trên Internet thông qua trang MySpace của cô, và nhờ sự quảng bá này, đĩa đơn đầu tay của Lily mang tên "Smile" đạt vị trí số 1.
Các chương trình truyền hình thực tế cũng đóng một vai trò quan trọng, đã ảnh hưởng khá lớn đến bảng xếp hạng trong thập niên này. Hear’Say là nhóm nhạc thắng giải cuộc thi Popstars vào năm 2000 và đã đứng đầu bảng xếp hạng với đĩa đơn đầu tay của họ "Pure and Simple". Tương tự, các quán quân của cuộc thi như Pop Idol là Will Young (2002) và Michelle McManus (2003), và á quân Gareth Gates và Sam & Mark; quán quân cuộc thi Fame Academy là David Sneddon, quán quân mùa đầu tiên của cuộc thi The X Factor, Steve Brookstein, trong năm 2005, họ đều có các đĩa đơn đầu tay đứng đầu bảng xếp hạng. Các quán quân của chương trình truyền hình thực tế đã có những kết quả tốt trong mùa Giáng sinh; mỗi đĩa đơn quán quân trong mùa Giáng sinh từ năm 2005 đến năm 2008 đều thuộc về một người thắng giải cuộc thi X Factor. Shayne Ward đạt vị trí số một trong năm 2005 với đĩa đơn "That's My Goal", anh ấy cũng giống như Leona Lewis, Leon Jackson và Alexandra Burke. Girls Aloud, quán quân của cuộc thi Popstars: The Rivals, cũng có đĩa đơn quán quân trong mùa Giáng sinh năm 2002 mang tên "Sound of the Underground." Kelly Clarkson, quán quân mùa thứ nhất của cuộc thi American Idol, giành được đĩa đơn quán quân đầu tiên của cô tại Anh, "My Life Would Suck Without You", vào năm 2009.
Đĩa đơn quán quân đầu tiên của thập niên 2000, là một cặp đĩa đơn của Westlife - "I Have a Dream" / "Seasons in the Sun", vốn cũng ở vị trí số 1 vào cuối năm 1999. "Killing in the Name" của Rage Against the Machine là đĩa đơn quán quân cuối cùng của thập niên. Vào tháng 1 năm 2005, một cột mốc đã được thiết lập khi bản phát hành lại "One Night" của Elvis Presley đã trở thành đĩa đơn thứ 1.000 đạt vị trí quán quân trên bảng xếp hạng đĩa đơn này.

## Diễn biến bảng xếp hạng
Trong năm 2000, 42 bài hát (không bao gồm "I Have a Dream"/"Seasons in the Sun" của Westlife, đĩa đơn này đã đạt vị trí số 1 vào cuối năm 1999) là hit đứng đầu, một kỷ lục của bảng xếp hạng UK Singles Chart cho năm có nhiều đĩa đơn quán quân nhất. Năm 2000 cũng giữ kỷ lục cho năm có nhiều tuần liên tiếp mà mỗi tuần là một đĩa đơn quán quân khác nhau từ ngày 24 tháng 6 đến ngày 16 tháng 9.
Có 6 bài hát trở lại vị trí số 1 hai lần. Đó là: "Don't Stop Movin'" của S Club 7 (2001), "Gotta Get Thru This" của Daniel Bedingfield (2001–2002), "Call on Me" của Eric Prydz (2004), "Hips Don't Lie" của Shakira hợp tác Wyclef Jean (2006) và "Boom Boom Pow" (2009) và "I Gotta Feeling" (2009) của nhóm nhạc Black Eyed Peas. Ngoài ra, Lady Gaga với đĩa đơn Bad Romance là đĩa đơn quán quân trong tháng 12 năm 2009, leo lên đứng đầu bảng xếp hạng lần thứ hai vào tháng 1 năm 2010.

## Các đĩa đơn quán quân

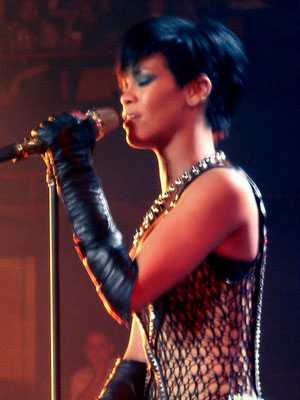
Rihanna có 10 tuần đứng đầu bảng xếp hạng UK Singles Chart, cùng Jay-Z, với đĩa đơn "Umbrella".

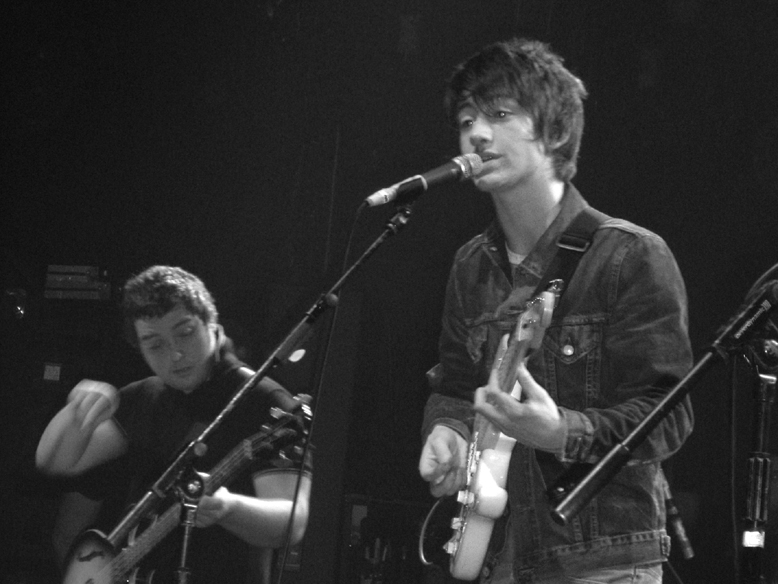
Arctic Monkeys giành được 2 đĩa đơn quán quân trong thập niên này với đĩa đơn đầu tay của họ, "I Bet You Look Good on the Dancefloor" và "When the Sun Goes Down", và là một trong những nghệ sĩ đầu tiên thu hút sự chú ý của công chúng qua Internet.

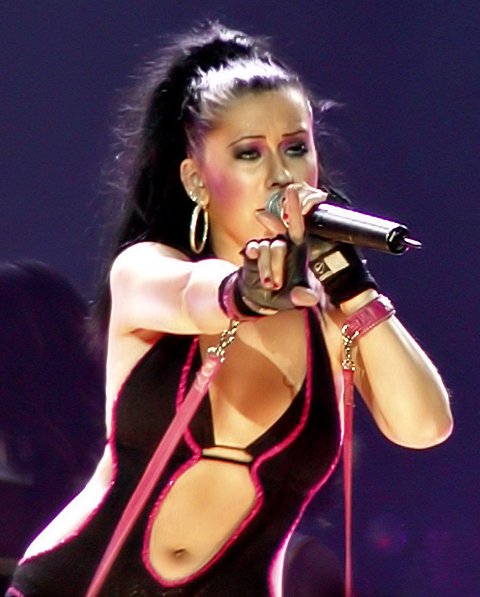
Christina Aguilera là một trong những nghệ sĩ thành công nhất thập niên này khi giành được 3 đĩa đơn quán quân trong thập niên 2000 và một trong năm 1999.

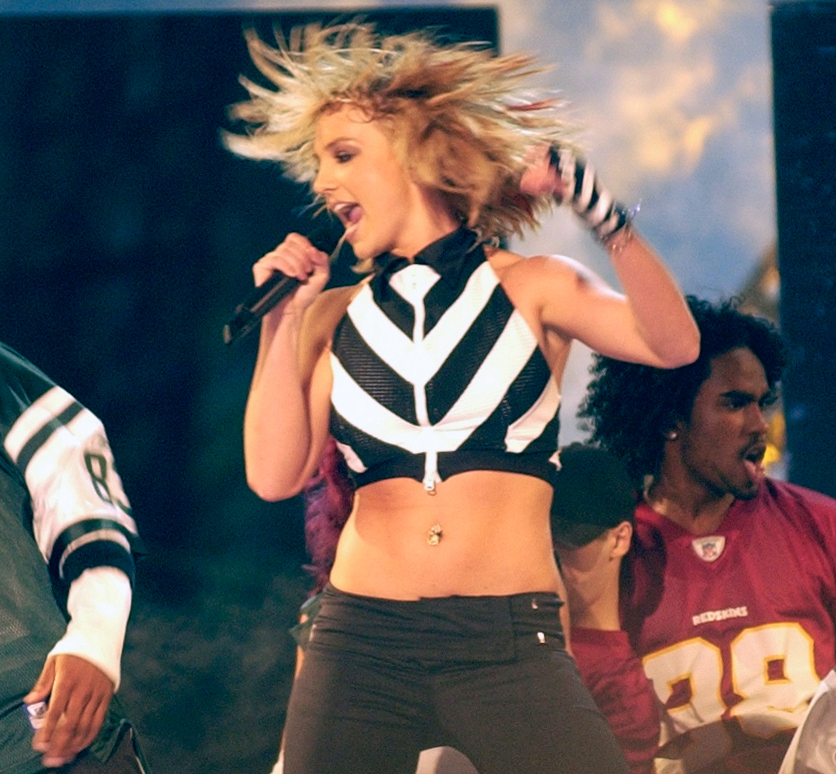
Britney Spears đứng đầu bảng xếp hạng với 2 đĩa đơn "Oops!... I Did It Again" và "Born to Make You Happy" trong năm 2000, và với "Toxic" cùng "Everytime" trong năm 2004.

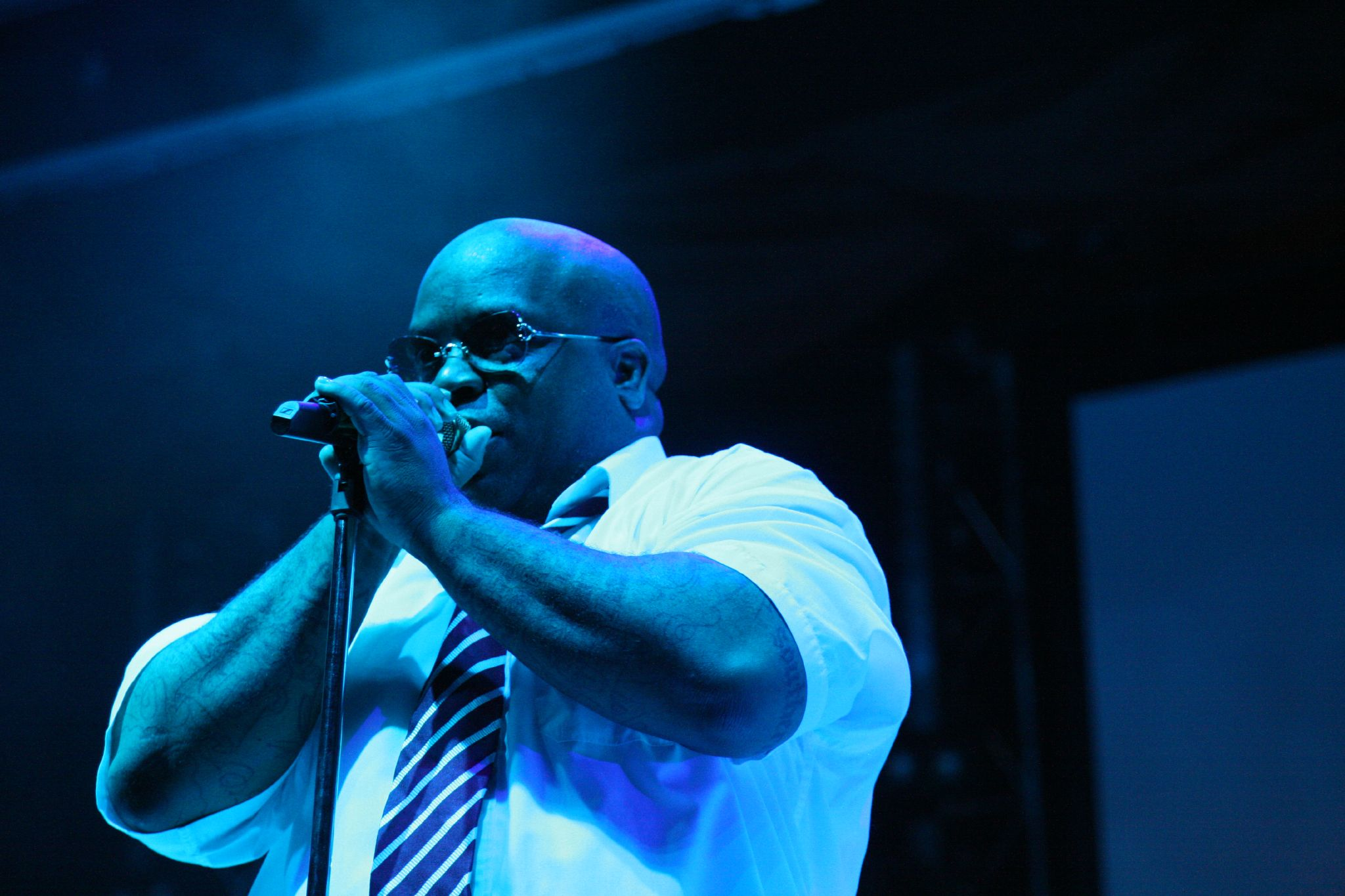
"Crazy" của Gnarls Barkley trở thành đĩa đơn quán quân đầu tiên chỉ dựa trên lượt tải về trên mạng trong năm 2006.

Ghi chú

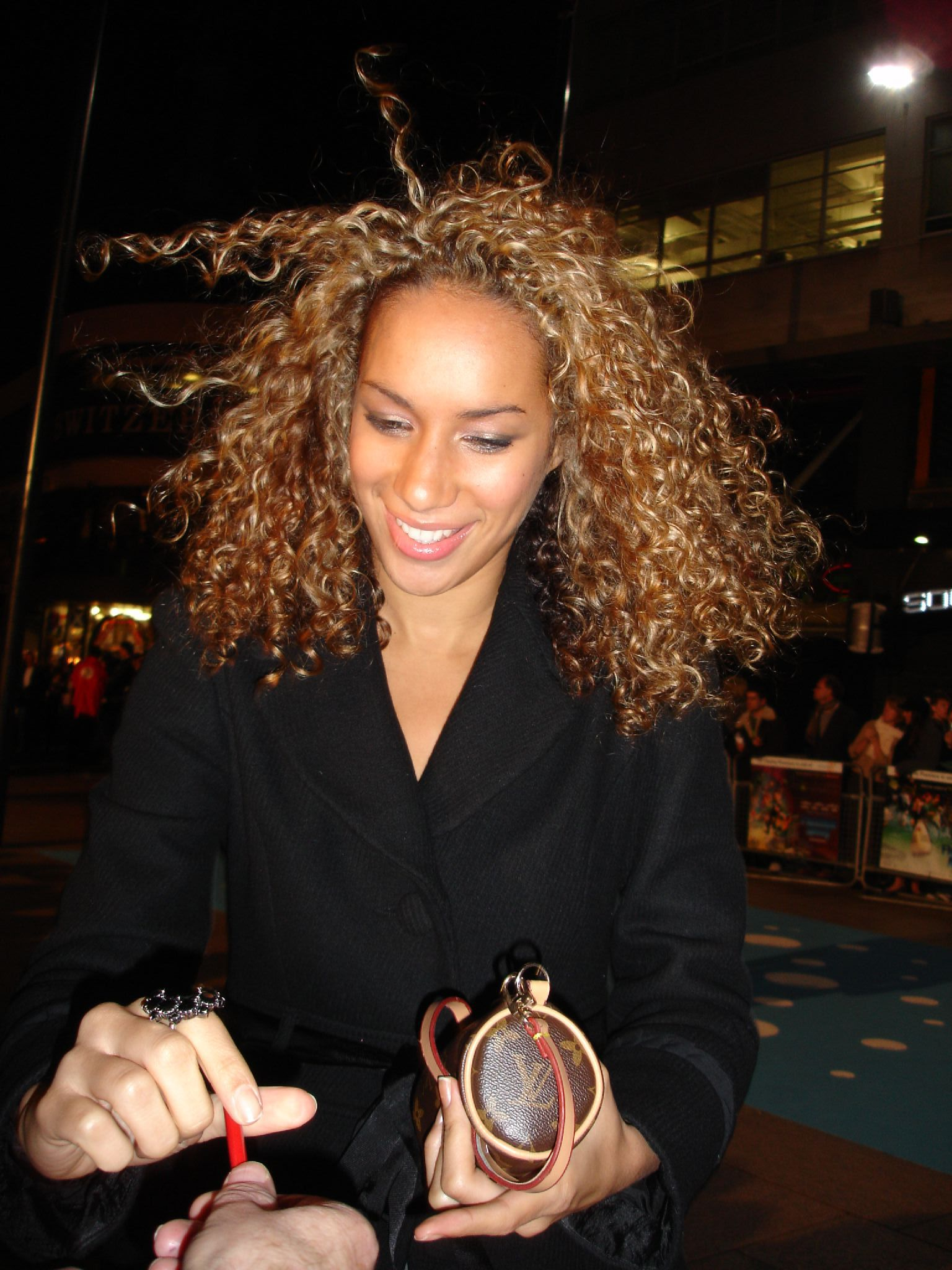
Leona Lewis ra mắt album đầu tay của mình, "A Moment Like This", đạt vị trí số 1 trong năm 2006. 2 đĩa đơn nữa cũng đứng đầu bảng xếp hạng, bao gồm "Bleeding Love" với 7 tuần trong năm 2007 và "Run" trong năm 2008.

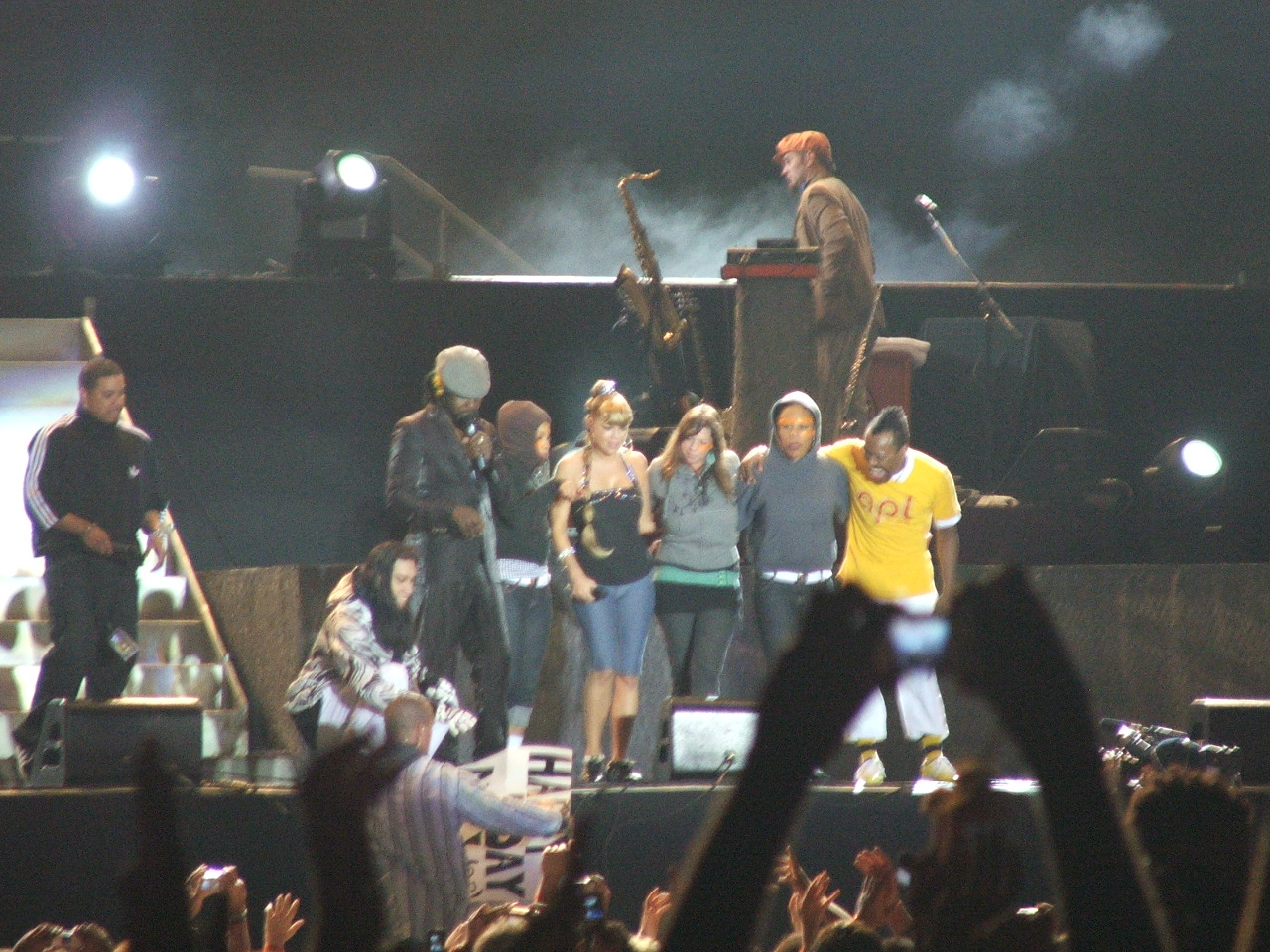
Nhóm nhạc Mỹ Black Eyed Peas dành 6 tuần ở vị trí số 1 với đĩa đơn "Where Is the Love?" trong năm 2003. Trong năm 2009 "Boom Boom Pow", "I Gotta Feeling" và "Meet Me Halfway" cũng đứng đầu bảng xếp hạng.

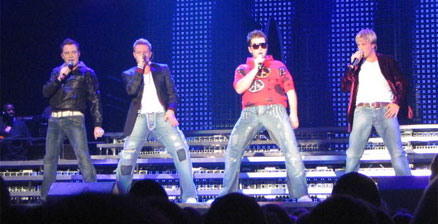
Westlife có 11 đĩa đơn quán quân giữa năm 2000 và 2009, bao gồm "Against All Odds", song ca với Mariah Carey trong năm 2000.

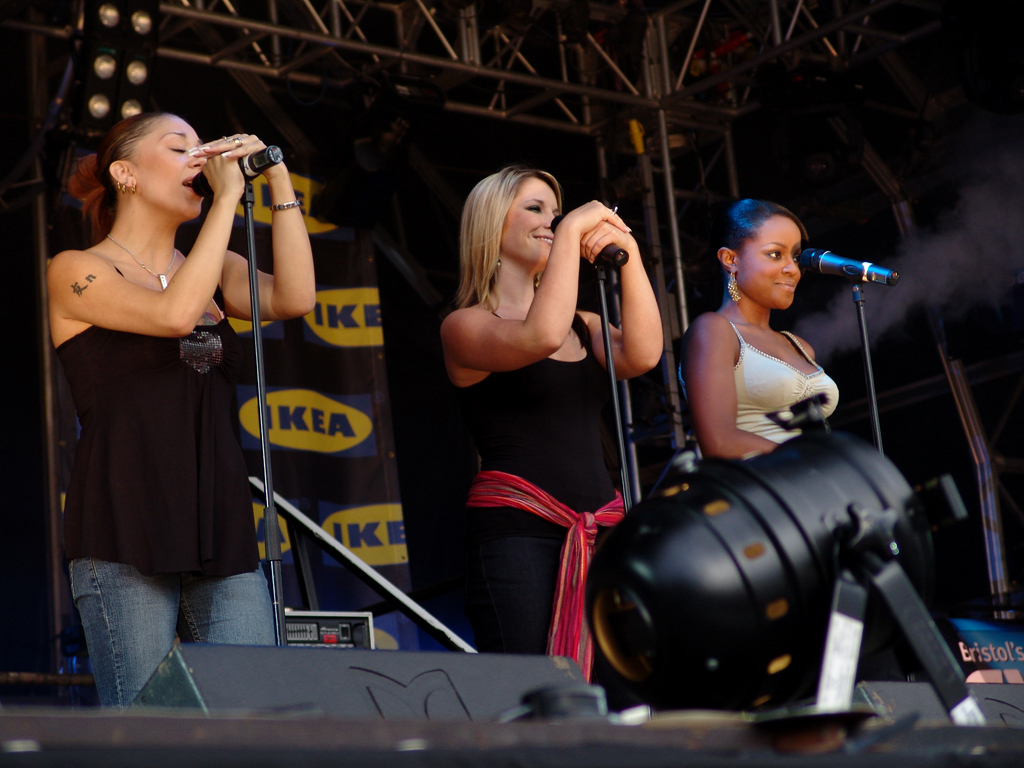
Sugababes đã có 7 đĩa đơn quán quân. Đĩa đơn quán quân đầu tiên của họ là "Freak Like Me" trong năm 2002.

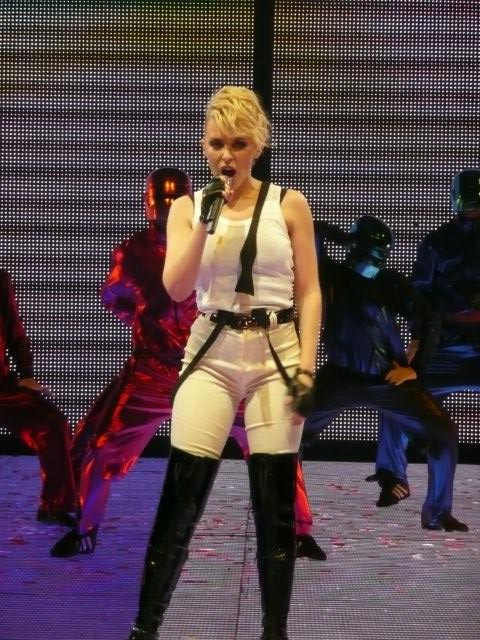
Kylie Minogue có được đĩa đơn quán quân thứ hai của cô trong thập niên này với "Can't Get You Out of My Head" vào năm 2001, bán được hơn 1,1 triệu bản. Bài hát này trở thành đĩa đơn bán được nhiều nhất của một nghệ sĩ nữ trong thế kỷ 21.

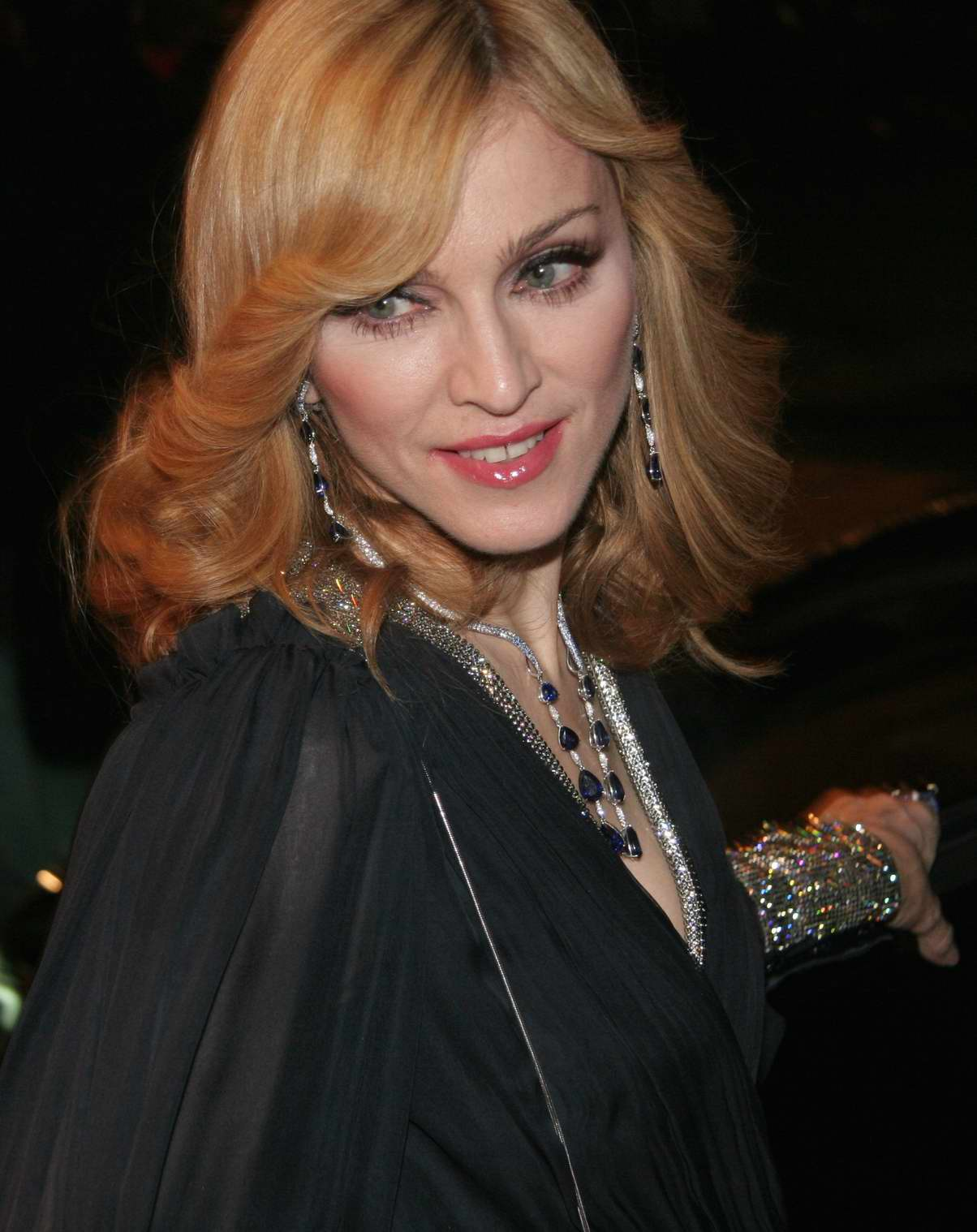
Madonna giữ kỷ lục cho nghệ sĩ nữ có nhiều đĩa đơn quán quân nhất trong thập niên. Cô ấy đứng đầu bảng xếp hạng lần thứ năm trong năm 2008 với đĩa đơn "4 Minutes" hợp tác với Justin Timberlake và Timbaland.

Lady Gaga trở thành nữ nghệ sĩ đầu tiên có 3 đĩa đơn quán quân chỉ trong 1 năm, với "Just Dance", "Poker Face" và "Bad Romance" tất cả đầu đứng đầu bảng xếp hạng năm 2009.

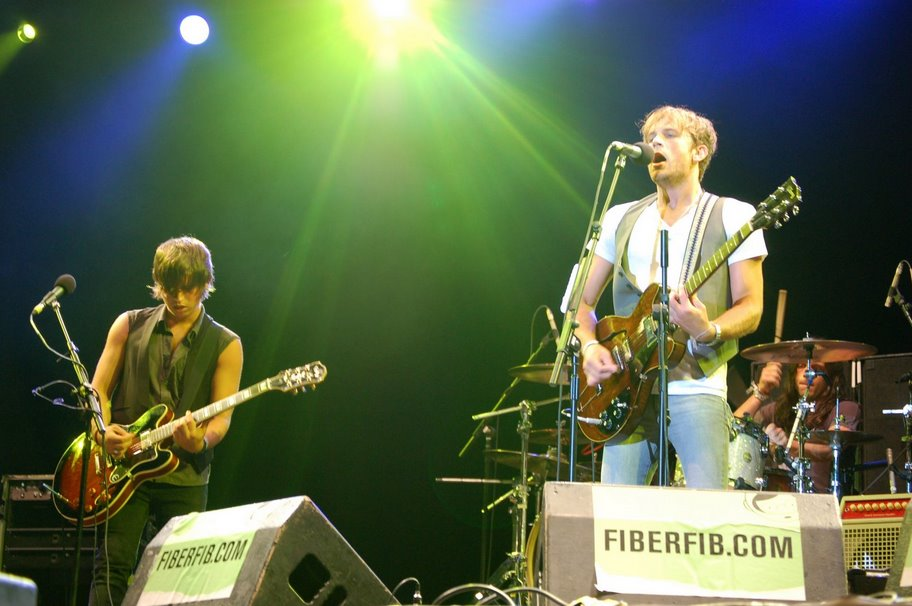
Sex on Fire trở thành một trong những hit lớn nhất năm 2008 khi đạt 68 tuần trên bảng xếp hạng UK Singles Chart, bán hơn 840,000 bản và là đĩa đơn bán được nhiều nhất của một nghệ sĩ Mỹ trong thập niên 2000.

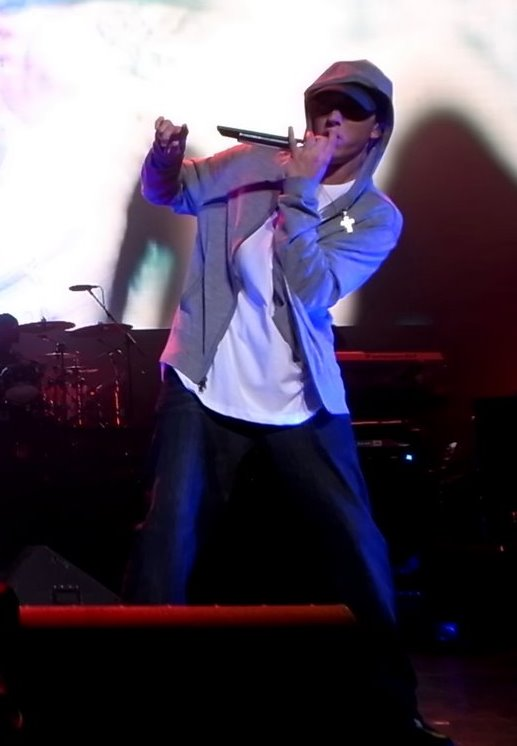
Rapper Eminem đạt được 7 đĩa đơn quán quân trong thập niên 2000, anh ấy trở thành nghệ sĩ có nhiều đĩa đơn quán quân thứ hai chỉ sau nhóm nhạc Westlife.

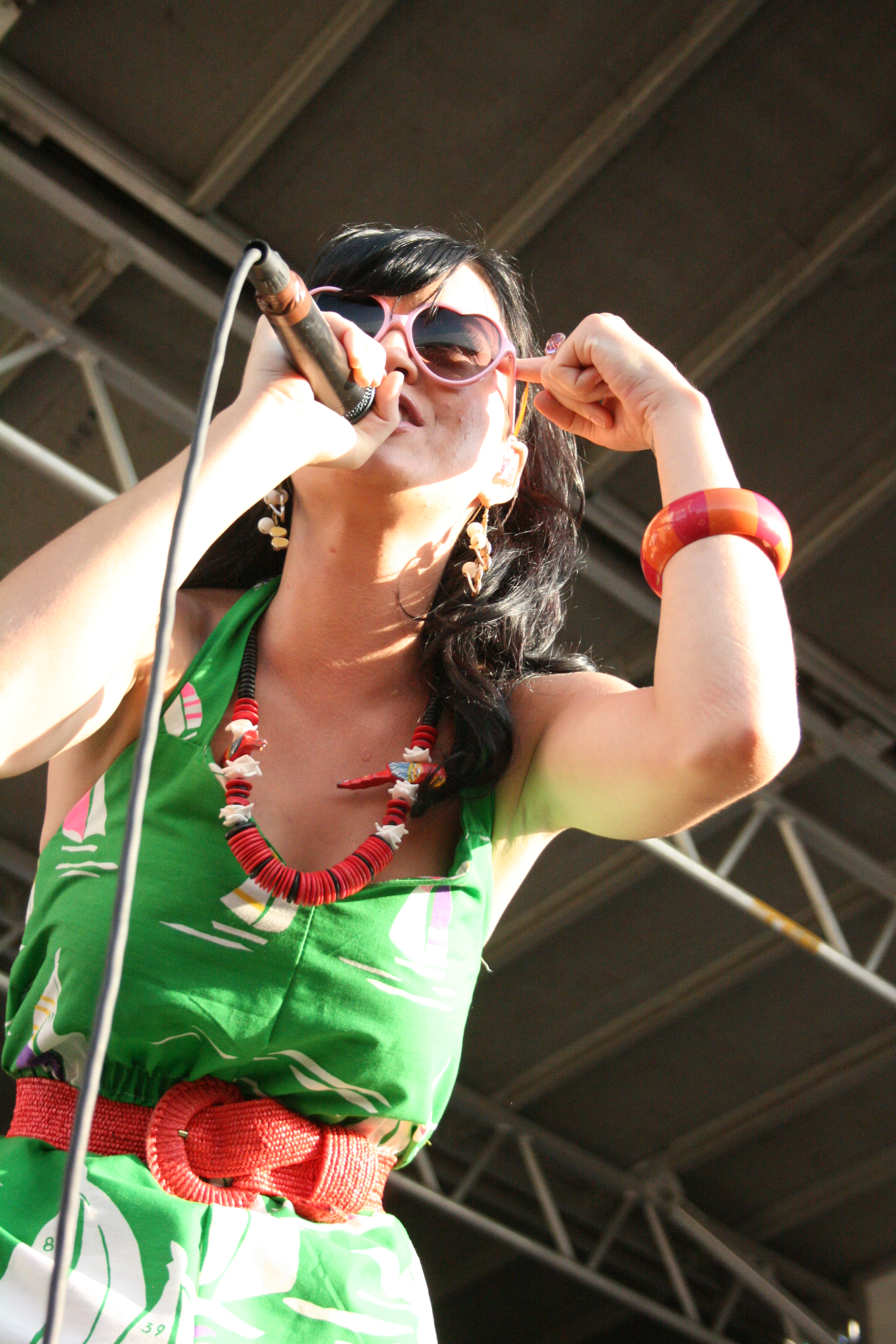
"I Kissed a Girl" của Katy Perry là một trong những đĩa đơn bán chạy nhất trong năm 2008.

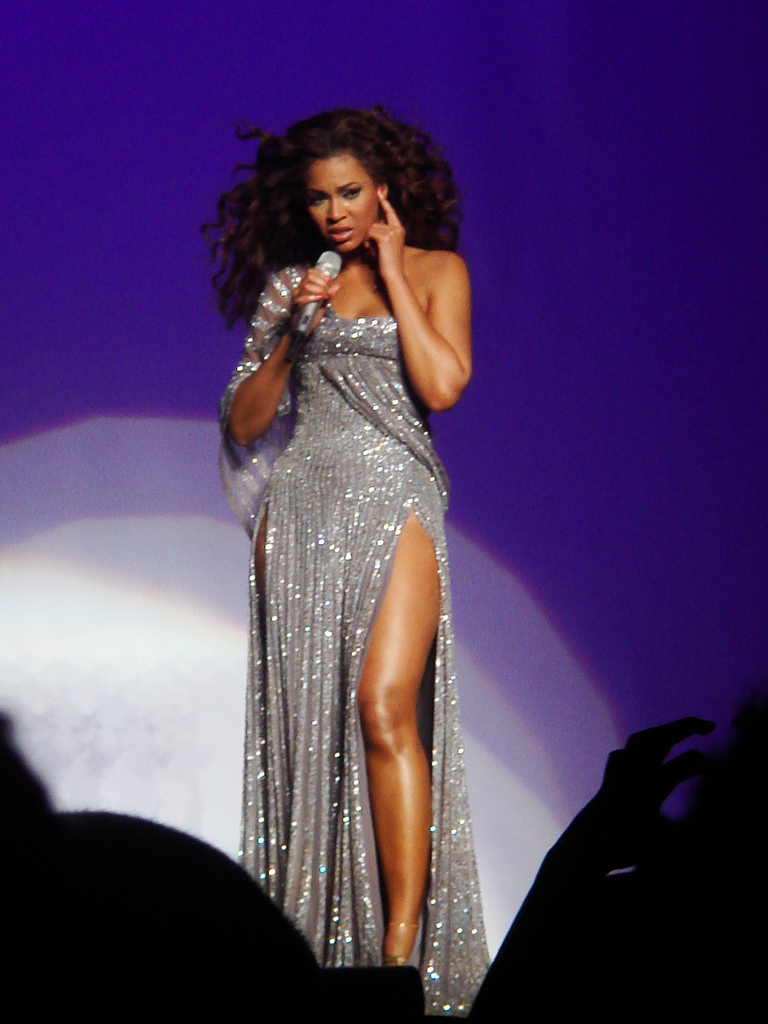
Beyoncé Knowles có được 7 đĩa đơn quán quân trong thập niên này.

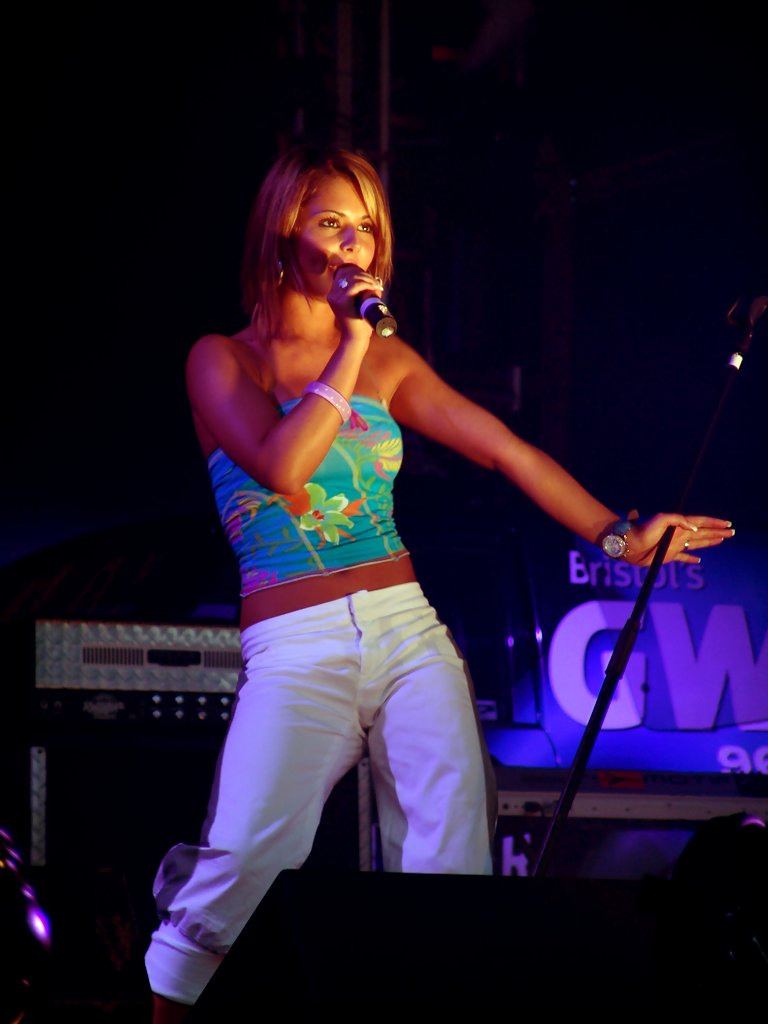
Cheryl Cole có được 5 đĩa đơn quán quân từ giữa thập niên, 4 trong số đó là khi cô còn trong nhóm nhạc Girls Aloud và 1 là hát solo.

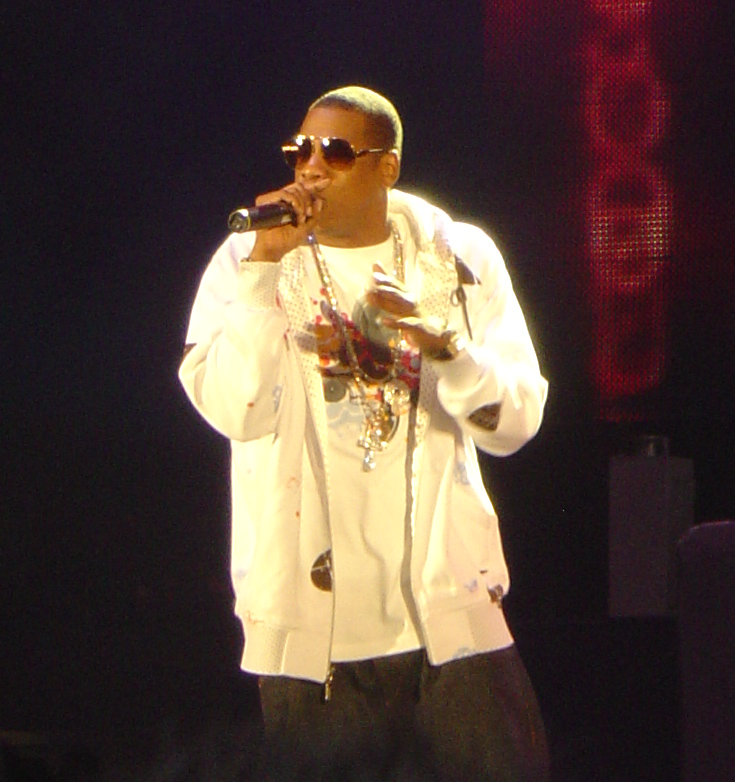
Rapper Jay-Z có 15 tuần đứng đầu bảng xếp hạng, nhiều nhất trong thập kỷ.

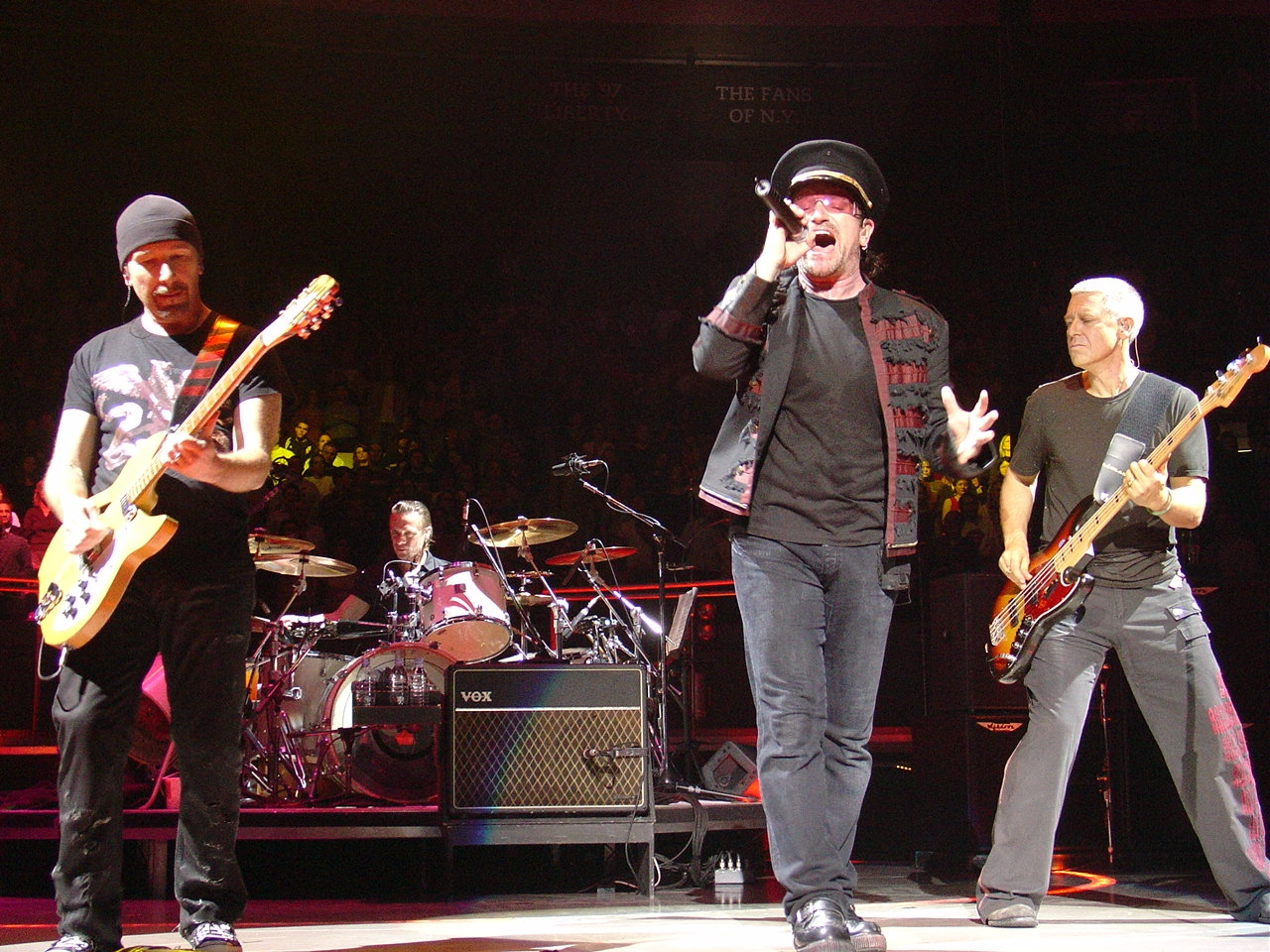
Ban nhạc U2 có được 4 đĩa đơn quán quân trong thập kỷ này.

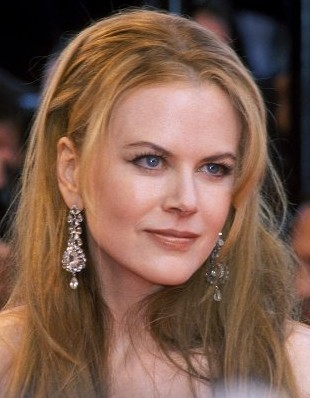
Diễn viên Nicole Kidman có được một đĩa đơn quán quân mùa Giáng sinh mang tên "Somethin' Stupid" với Robbie Williams, vào năm 2001.

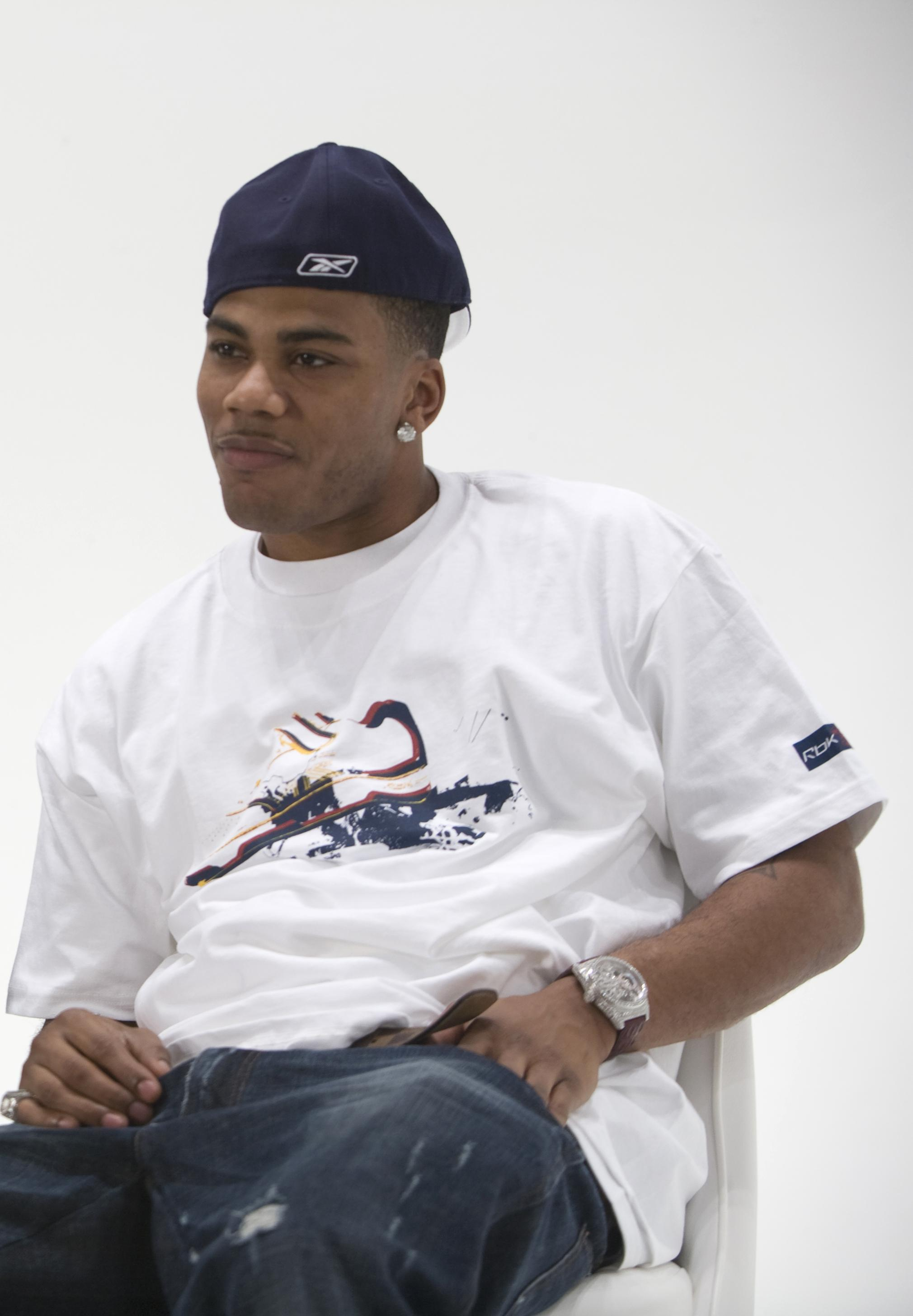
Rapper Nelly giành được 4 đĩa đơn quán quân thập niên này.

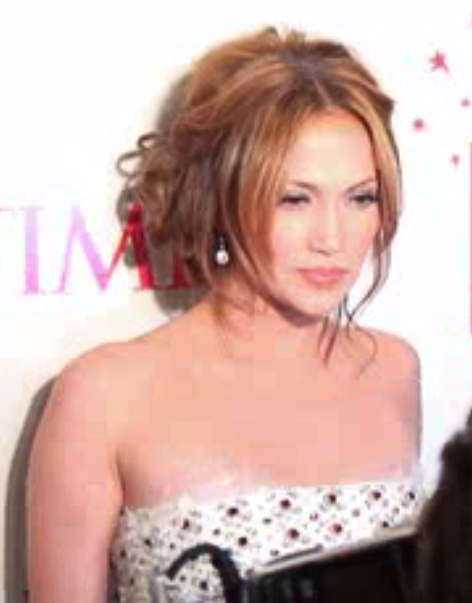
Jennifer Lopez giành được 2 đĩa đơn quán quân trong thập niên.

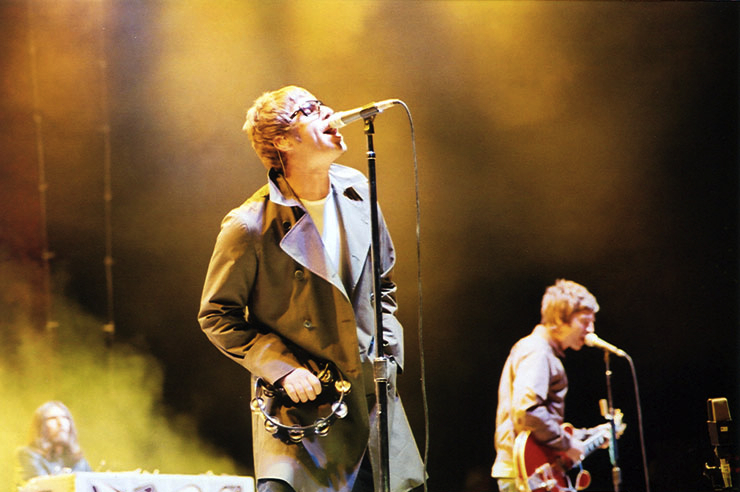
Ban nhạc rock Oasis sở hữu 4 đĩa đơn quán quân trong thập niên.

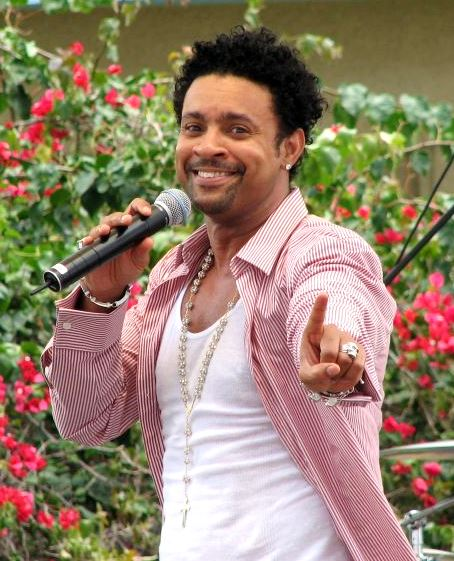
Ca sĩ reggae Shaggy có được 2 đĩa đơn quán quân trong năm 2001.

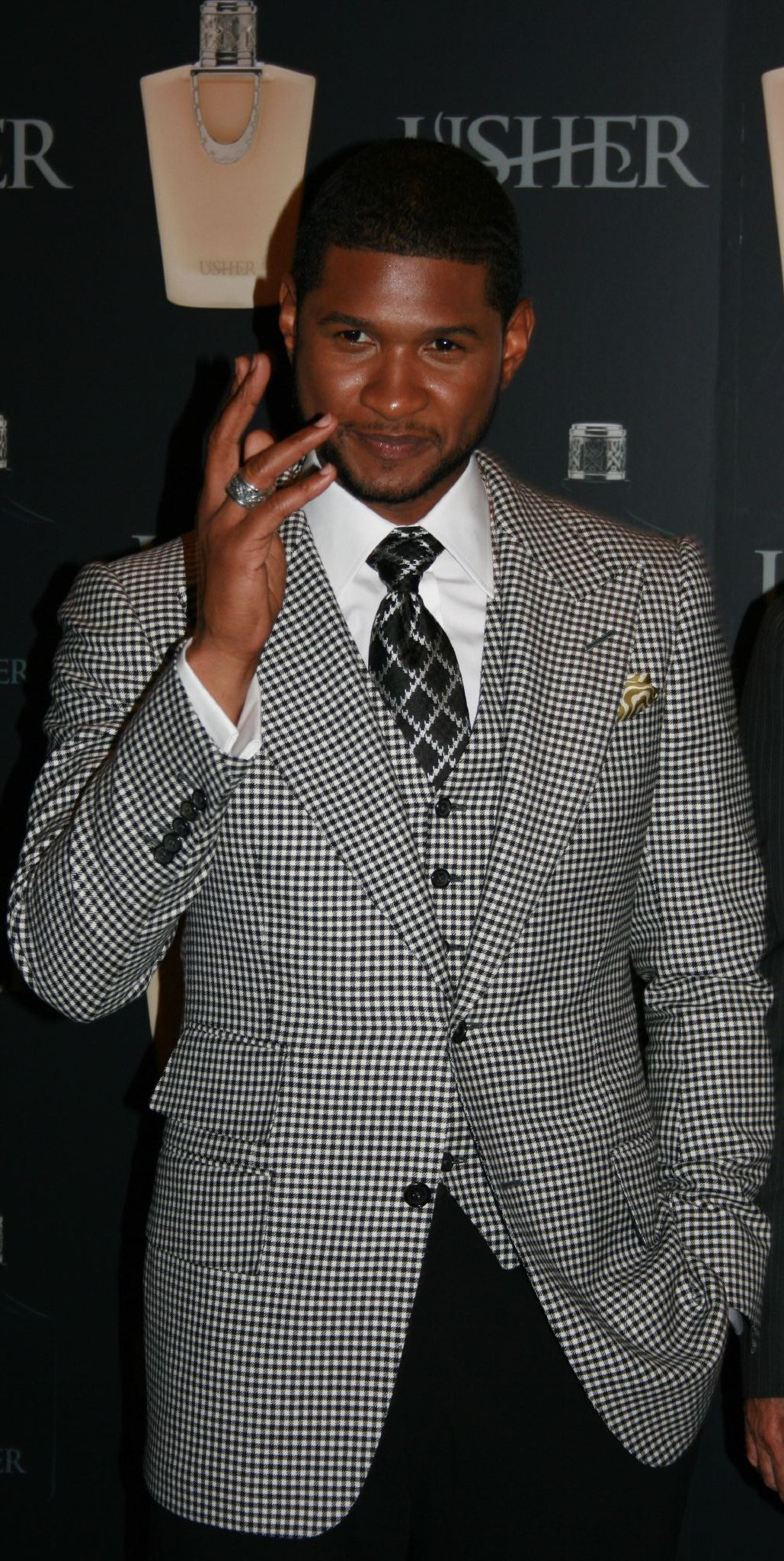
Ca sĩ R&B Usher có được 2 đĩa đơn quán quân trong năm 2004, "Yeah!" và "Burn".

 †  – Đĩa đơn bán chạy nhất năm
 ‡  – Đĩa đơn bán chạy nhất thập kỷ
| Nghệ sĩ                                                                   | Đĩa đơn                                                | Đạt vị trí số 1 vào  | Số tuần đạt vị trí số 1     |
| ------------------------------------------------------------------------- | ------------------------------------------------------ | -------------------- | --------------------------- |
| Westlife                                                                  | "I Have a Dream"/"Seasons in the Sun                   | 19 tháng 12 năm 1999 | 4                           |
| Manic Street Preachers                                                    | "The Masses Against the Classes"                       | 16 tháng 1 năm 2000  | 1                           |
| Britney Spears                                                            | "Born to Make You Happy"                               | 23 tháng 1 năm 2000  | 1                           |
| Gabrielle                                                                 | "Rise"                                                 | 30 tháng 1 năm 2000  | 2                           |
| Oasis                                                                     | "Go Let It Out"                                        | 13 tháng 2 năm 2000  | 1                           |
| All Saints                                                                | "Pure Shores"                                          | 20 tháng 2 năm 2000  | 2                           |
| Madonna                                                                   | "American Pie"                                         | 5 tháng 3 năm 2000   | 1                           |
| Chicane và Bryan Adams                                                    | "Don't Give Up"                                        | 12 tháng 3 năm 2000  | 1                           |
| Geri Halliwell                                                            | "Bag It Up"                                            | 19 tháng 3 năm 2000  | 1                           |
| Melanie C. hợp tác Lisa "Left Eye" Lopes                                  | "Never Be The Same Again"                              | 26 tháng 3 năm 2000  | 1                           |
| Westlife                                                                  | "Fool Again"                                           | 2 tháng 4 năm 2000   | 1                           |
| Craig David                                                               | "Fill Me In"                                           | 9 tháng 4 năm 2000   | 1                           |
| Fragma                                                                    | "Toca's Miracle"                                       | 16 tháng 4 năm 2000  | 2                           |
| Oxide & Neutrino                                                          | "Bound 4 Da Reload (Casualty)"                         | 30 tháng 4 năm 2000  | 1                           |
| Britney Spears                                                            | "Oops!... I Did It Again"                              | 7 tháng 5 năm 2000   | 1                           |
| Madison Avenue                                                            | "Don't Call Me Baby"                                   | 14 tháng 5 năm 2000  | 1                           |
| Billie Piper                                                              | "Day & Night"                                          | 21 tháng 5 năm 2000  | 1                           |
| Sonique                                                                   | "It Feels So Good"                                     | 28 tháng 5 năm 2000  | 3                           |
| Black Legend                                                              | "You See the Trouble with Me"                          | 18 tháng 6 năm 2000  | 1                           |
| Kylie Minogue                                                             | "Spinning Around"                                      | 25 tháng 6 năm 2000  | 1                           |
| Eminem                                                                    | "The Real Slim Shady"                                  | 2 tháng 7 năm 2000   | 1                           |
| The Corrs                                                                 | "Breathless"                                           | 9 tháng 7 năm 2000   | 1                           |
| Ronan Keating                                                             | "Life Is a Rollercoaster"                              | 16 tháng 7 năm 2000  | 1                           |
| Five + Queen                                                              | "We Will Rock You"                                     | 23 tháng 7 năm 2000  | 1                           |
| Craig David                                                               | "7 Days"                                               | 30 tháng 7 năm 2000  | 1                           |
| Robbie Williams                                                           | "Rock DJ"                                              | 6 tháng 8 năm 2000   | 1                           |
| Melanie C.                                                                | "I Turn to You"                                        | 13 tháng 8 năm 2000  | 1                           |
| Spiller hợp tác với Sophie Ellis-Bextor                                   | "Groovejet (If This Ain't Love)"                       | 20 tháng 8 năm 2000  | 1                           |
| Madonna                                                                   | "Music"                                                | 27 tháng 8 năm 2000  | 1                           |
| A1                                                                        | "Take on Me"                                           | 3 tháng 9 năm 2000   | 1                           |
| Modjo                                                                     | "Lady (Hear Me Tonight)"                               | 10 tháng 9 năm 2000  | 2                           |
| Mariah Carey hợp tác với Westlife                                         | "Against All Odds"                                     | 24 tháng 9 năm 2000  | 2                           |
| All Saints                                                                | "Black Coffee"                                         | 8 tháng 10 năm 2000  | 1                           |
| U2                                                                        | "Beautiful Day"                                        | 15 tháng 10 năm 2000 | 1                           |
| Steps                                                                     | "Stomp"                                                | 22 tháng 10 năm 2000 | 1                           |
| Spice Girls                                                               | "Holler"/"Let Love Lead the Way"                       | 29 tháng 10 năm 2000 | 1                           |
| Westlife                                                                  | "My Love"                                              | 5 tháng 11 năm 2000  | 1                           |
| A1                                                                        | "Same Old Brand New You"                               | 12 tháng 11 năm 2000 | 1                           |
| LeAnn Rimes                                                               | "Can't Fight the Moonlight"                            | 19 tháng 11 năm 2000 | 1                           |
| Destiny's Child                                                           | "Independent Women Part I"                             | 26 tháng 11 năm 2000 | 1                           |
| S Club 7                                                                  | "Never Had a Dream Come True"                          | 3 tháng 12 năm 2000  | 1                           |
| Eminem hợp tác với Dido                                                   | "Stan"                                                 | 10 tháng 12 năm 2000 | 1                           |
| Bob the Builder                                                           | "Can We Fix It?"†                                      | 17 tháng 12 năm 2000 | 3                           |
| Nghệ sĩ                                                                   | Đĩa đơn                                                | Đạt vị trí số 1 vào  | Số tuần đạt đạt vị trí số 1 |
| Rui da Silva                                                              | "Touch Me"                                             | 7 tháng 1 năm 2001   | 1                           |
| Jennifer Lopez                                                            | "Love Don't Cost a Thing"                              | 14 tháng 1 năm 2001  | 1                           |
| Limp Bizkit                                                               | "Rollin' (Air Raid Vehicle)"                           | 21 tháng 1 năm 2001  | 2                           |
| Atomic Kitten                                                             | "Whole Again"                                          | 4 tháng 2 năm 2001   | 4                           |
| Shaggy                                                                    | "It Wasn't Me"†                                        | 4 tháng 3 năm 2001   | 1                           |
| Westlife                                                                  | "Uptown Girl"                                          | 11 tháng 3 năm 2001  | 1                           |
| Hear’Say                                                                  | "Pure and Simple"                                      | 18 tháng 3 năm 2001  | 3                           |
| Emma Bunton                                                               | "What Took You So Long?"                               | 8 tháng 4 năm 2001   | 2                           |
| Destiny's Child                                                           | "Survivor"                                             | 22 tháng 4 năm 2001  | 1                           |
| S Club 7                                                                  | "Don't Stop Movin'"                                    | 29 tháng 4 năm 2001  | 1                           |
| Geri Halliwell                                                            | "It's Raining Men"                                     | 6 tháng 5 năm 2001   | 2                           |
| S Club 7                                                                  | "Don't Stop Movin'"                                    | 20 tháng 5 năm 2001  | 1                           |
| DJ Pied Piper                                                             | "Do You Really Like It?"                               | 27 tháng 5 năm 2001  | 1                           |
| Shaggy                                                                    | "Angel"                                                | 3 tháng 6 năm 2001   | 3                           |
| Christina Aguilera, Lil' Kim, Mýa và Pink                                 | "Lady Marmalade"                                       | 24 tháng 6 năm 2001  | 1                           |
| Hear’Say                                                                  | "The Way to Your Love"                                 | 1 tháng 7 năm 2001   | 1                           |
| Roger Sanchez                                                             | "Another Chance"                                       | 8 tháng 7 năm 2001   | 1                           |
| Robbie Williams                                                           | "Eternity/The Road to Mandalay"                        | 15 tháng 7 năm 2001  | 2                           |
| Atomic Kitten                                                             | "Eternal Flame"                                        | 29 tháng 7 năm 2001  | 2                           |
| So Solid Crew                                                             | "21 Seconds"                                           | 12 tháng 8 năm 2001  | 1                           |
| Five                                                                      | "Let's Dance"                                          | 19 tháng 8 năm 2001  | 2                           |
| Blue                                                                      | "Too Close"                                            | 2 tháng 9 năm 2001   | 1                           |
| Bob the Builder                                                           | "Mambo No. 5"                                          | 9 tháng 9 năm 2001   | 1                           |
| DJ Ötzi                                                                   | "Hey! Baby"                                            | 16 tháng 9 năm 2001  | 1                           |
| Kylie Minogue                                                             | "Can't Get You Out of My Head"                         | 23 tháng 9 năm 2001  | 4                           |
| Afroman                                                                   | "Because I Got High"                                   | 21 tháng 10 năm 2001 | 3                           |
| Westlife                                                                  | "Queen of My Heart"                                    | 11 tháng 11 năm 2001 | 1                           |
| Blue                                                                      | "If You Come Back"                                     | 18 tháng 11 năm 2001 | 1                           |
| S Club 7                                                                  | "Have You Ever"                                        | 25 tháng 11 năm 2001 | 1                           |
| Daniel Bedingfield                                                        | "Gotta Get Thru This"                                  | 2 tháng 12 năm 2001  | 2                           |
| Robbie Williams và Nicole Kidman                                          | "Somethin' Stupid"                                     | 16 tháng 12 năm 2001 | 3                           |
| Nghệ sĩ                                                                   | Đĩa đơn                                                | Đạt vị trí số 1 vào  | Số tuần đạt đạt vị trí số 1 |
| Daniel Bedingfield                                                        | "Gotta Get Thru This"                                  | 6 tháng 1 năm 2002   | 1                           |
| Aaliyah                                                                   | "More Than a Woman"                                    | 13 tháng 1 năm 2002  | 1                           |
| George Harrison                                                           | "My Sweet Lord"                                        | 20 tháng 1 năm 2002  | 1                           |
| Enrique Iglesias                                                          | "Hero"                                                 | 27 tháng 1 năm 2002  | 4                           |
| Westlife                                                                  | "World of Our Own"                                     | 24 tháng 2 năm 2002  | 1                           |
| Will Young                                                                | "Anything Is Possible"/"Evergreen"‡                    | 3 tháng 3 năm 2002   | 3                           |
| Gareth Gates                                                              | "Unchained Melody"                                     | 24 tháng 3 năm 2002  | 4                           |
| Oasis                                                                     | "The Hindu Times"                                      | 21 tháng 4 năm 2002  | 1                           |
| Sugababes                                                                 | "Freak Like Me"                                        | 28 tháng 4 năm 2002  | 1                           |
| Holly Valance                                                             | "Kiss Kiss"                                            | 5 tháng 5 năm 2002   | 1                           |
| Ronan Keating                                                             | "If Tomorrow Never Comes"                              | 12 tháng 5 năm 2002  | 1                           |
| Liberty X                                                                 | "Just a Little"                                        | 19 tháng 5 năm 2002  | 1                           |
| Eminem                                                                    | "Without Me"                                           | 26 tháng 5 năm 2002  | 1                           |
| Will Young                                                                | "Light My Fire"                                        | 2 tháng 6 năm 2002   | 2                           |
| Elvis Presley vs. JXL                                                     | "A Little Less Conversation"                           | 16 tháng 6 năm 2002  | 4                           |
| Gareth Gates                                                              | "Anyone of Us (Stupid Mistake)"                        | 14 tháng 7 năm 2002  | 3                           |
| Darius                                                                    | "Colourblind"                                          | 4 tháng 8 năm 2002   | 2                           |
| Sugababes                                                                 | "Round Round"                                          | 18 tháng 8 năm 2002  | 1                           |
| Blazin' Squad                                                             | "Crossroads"                                           | 25 tháng 8 năm 2002  | 1                           |
| Atomic Kitten                                                             | "The Tide Is High (Get the Feeling)"                   | 1 tháng 9 năm 2002   | 3                           |
| Pink                                                                      | "Just Like a Pill"                                     | 22 tháng 9 năm 2002  | 1                           |
| Will Young và Gareth Gates                                                | "The Long and Winding Road"/"Suspicious Minds"         | 29 tháng 9 năm 2002  | 2                           |
| Las Ketchup                                                               | "The Ketchup Song (Aserje)"                            | 13 tháng 10 năm 2002 | 1                           |
| Nelly và Kelly                                                            | "Dilemma"                                              | 20 tháng 10 năm 2002 | 2                           |
| DJ Sammy và Yanou hợp tác với Do                                          | "Heaven"                                               | 3 tháng 11 năm 2002  | 1                           |
| Westlife                                                                  | "Unbreakable"                                          | 10 tháng 11 năm 2002 | 1                           |
| Christina Aguilera                                                        | "Dirrty"                                               | 17 tháng 11 năm 2002 | 2                           |
| Daniel Bedingfield                                                        | "If You're Not the One"                                | 1 tháng 12 năm 2002  | 1                           |
| Eminem                                                                    | "Lose Yourself"                                        | 8 tháng 12 năm 2002  | 1                           |
| Blue hợp tác với Elton John                                               | "Sorry Seems to Be the Hardest Word"                   | 15 tháng 12 năm 2002 | 1                           |
| Girls Aloud                                                               | "Sound of the Underground"                             | 22 tháng 12 năm 2002 | 4                           |
| Nghệ sĩ                                                                   | Đĩa đơn                                                | Đạt vị trí số 1 vào  | Số tuần đạt đạt vị trí số 1 |
| David Sneddon                                                             | "Stop Living the Lie"                                  | 19 tháng 1 năm 2003  | 2                           |
| t.A.T.u.                                                                  | "All the Things She Said"                              | 2 tháng 2 năm 2003   | 4                           |
| Christina Aguilera                                                        | "Beautiful"                                            | 2 tháng 3 năm 2003   | 2                           |
| Gareth Gates và The Kumars                                                | "Spirit in the Sky"                                    | 16 tháng 3 năm 2003  | 2                           |
| Room 5 hợp tác với Oliver Cheatham                                        | "Make Luv"                                             | 30 tháng 3 năm 2003  | 4                           |
| Busted                                                                    | "You Said No"                                          | 27 tháng 4 năm 2003  | 1                           |
| Tomcraft                                                                  | "Loneliness"                                           | 4 tháng 5 năm 2003   | 1                           |
| R. Kelly                                                                  | "Ignition (Remix)"                                     | 11 tháng 5 năm 2003  | 4                           |
| Evanescence                                                               | "Bring Me to Life"                                     | 8 tháng 6 năm 2003   | 4                           |
| Beyoncé hợp tác với Jay-Z                                                 | "Crazy in Love"                                        | 6 tháng 7 năm 2003   | 3                           |
| Daniel Bedingfield                                                        | "Never Gonna Leave Your Side"                          | 27 tháng 7 năm 2003  | 1                           |
| Blu Cantrell hợp tác với Sean Paul                                        | "Breathe"                                              | 3 tháng 8 năm 2003   | 4                           |
| Elton John                                                                | "Are You Ready for Love"                               | 31 tháng 8 năm 2003  | 1                           |
| Black Eyed Peas                                                           | "Where Is the Love?"†                                  | 7 tháng 9 năm 2003   | 6                           |
| Sugababes                                                                 | "Hole in the Head"                                     | 19 tháng 10 năm 2003 | 1                           |
| Fatman Scoop                                                              | "Be Faithful"                                          | 26 tháng 10 năm 2003 | 2                           |
| Kylie Minogue                                                             | "Slow"                                                 | 9 tháng 11 năm 2003  | 1                           |
| Busted                                                                    | "Crashed the Wedding"                                  | 16 tháng 11 năm 2003 | 1                           |
| Westlife                                                                  | "Mandy"                                                | 23 tháng 11 năm 2003 | 1                           |
| Will Young                                                                | "Leave Right Now"                                      | 30 tháng 11 năm 2003 | 2                           |
| Kelly Osbourne và Ozzy Osbourne                                           | "Changes"                                              | 14 tháng 12 năm 2003 | 1                           |
| Michael Andrews và Gary Jules                                             | "Mad World"                                            | 21 tháng 12 năm 2003 | 3                           |
| Nghệ sĩ                                                                   | Đĩa đơn                                                | Đạt vị trí số 1 vào  | Số tuần đạt đạt vị trí số 1 |
| Michelle McManus                                                          | "All This Time"                                        | 11 tháng 1 năm 2004  | 3                           |
| LMC và U2                                                                 | "Take Me to the Clouds Above"                          | 1 tháng 2 năm 2004   | 2                           |
| Sam & Mark                                                                | "With a Little Help from My Friends"                   | 15 tháng 2 năm 2004  | 1                           |
| Busted                                                                    | "Who's David?"                                         | 22 tháng 2 năm 2004  | 1                           |
| Peter Andre hợp tác với Bubbler Ranx                                      | "Mysterious Girl"                                      | 29 tháng 2 năm 2004  | 1                           |
| Britney Spears                                                            | "Toxic"                                                | 7 tháng 3 năm 2004   | 1                           |
| DJ Casper                                                                 | "Cha Cha Slide (Part 2)"                               | 14 tháng 3 năm 2004  | 1                           |
| Usher hợp tác với Ludacris và Lil' John                                   | "Yeah!"                                                | 21 tháng 3 năm 2004  | 2                           |
| McFly                                                                     | "Five Colours In Her Hair"                             | 4 tháng 4 năm 2004   | 2                           |
| Eamon                                                                     | "Fuck It (I Don't Want You Back)"                      | 18 tháng 4 năm 2004  | 4                           |
| Frankee                                                                   | "F.U.R.B. (Fuck You Right Back)"                       | 16 tháng 5 năm 2004  | 3                           |
| Mario Winans hợp tác với P. Diddy và Enya                                 | "I Don't Wanna Know)"                                  | 6 tháng 6 năm 2004   | 2                           |
| Britney Spears                                                            | "Everytime"                                            | 20 tháng 6 năm 2004  | 1                           |
| McFly                                                                     | "Obviously"                                            | 27 tháng 6 năm 2004  | 1                           |
| Usher                                                                     | "Burn"                                                 | 4 tháng 7 năm 2004   | 2                           |
| Shapeshifters                                                             | "Lola's Theme"                                         | 18 tháng 7 năm 2004  | 1                           |
| The Streets                                                               | "Dry Your Eyes"                                        | 25 tháng 7 năm 2004  | 1                           |
| Busted                                                                    | "Thunderbirds/3am"                                     | 1 tháng 8 năm 2004   | 2                           |
| 3 Of A Kind                                                               | "Baby Cakes"                                           | 15 tháng 8 năm 2004  | 1                           |
| Natasha Bedingfield                                                       | "These Words"                                          | 22 tháng 8 năm 2004  | 2                           |
| Nelly                                                                     | "My Place/Flap Your Wings"                             | 5 tháng 9 năm 2004   | 1                           |
| Brian McFadden                                                            | "Real to Me"                                           | 12 tháng 9 năm 2004  | 1                           |
| Eric Prydz                                                                | "Call On Me"                                           | 19 tháng 9 năm 2004  | 3                           |
| Robbie Williams                                                           | "Radio"                                                | 10 tháng 10 năm 2004 | 1                           |
| Eric Prydz                                                                | "Call On Me"                                           | 17 tháng 10 năm 2004 | 2                           |
| Ja Rule hợp tác với R. Kelly và Ashanti                                   | "Wonderful"                                            | 31 tháng 10 năm 2004 | 1                           |
| Eminem                                                                    | "Just Lose It"                                         | 7 tháng 11 năm 2004  | 1                           |
| U2                                                                        | "Vertigo"                                              | 14 tháng 11 năm 2004 | 1                           |
| Girls Aloud                                                               | "I'll Stand by You"                                    | 21 tháng 11 năm 2004 | 2                           |
| Band Aid 20                                                               | "Do They Know It's Christmas?"†                        | 5 tháng 12 năm 2004  | 4                           |
| Nghệ sĩ                                                                   | Đĩa đơn                                                | Đạt vị trí số 1 vào  | Số tuần đạt đạt vị trí số 1 |
| Steve Brookstein                                                          | "Against All Odds"                                     | 2 tháng 1 năm 2005   | 1                           |
| Elvis Presley                                                             | "Jailhouse Rock"                                       | 9 tháng 1 năm 2005   | 1                           |
| Elvis Presley                                                             | "One Night/I Got Stung"                                | 16 tháng 1 năm 2005  | 1                           |
| Ciara hợp tác với Petey Pablo                                             | "Goodies"                                              | 23 tháng 1 năm 2005  | 1                           |
| Elvis Presley                                                             | "It's Now or Never"                                    | 30 tháng 1 năm 2005  | 1                           |
| Eminem                                                                    | "Like Toy Soldiers"                                    | 6 tháng 2 năm 2005   | 1                           |
| U2                                                                        | "Sometimes You Can't Make It on Your Own"              | 13 tháng 2 năm 2005  | 1                           |
| Jennifer Lopez                                                            | "Get Right"                                            | 20 tháng 2 năm 2005  | 1                           |
| Nelly hợp tác với Tim McGraw                                              | "Over and Over"                                        | 27 tháng 2 năm 2005  | 1                           |
| Stereophonics                                                             | "Dakota"                                               | 6 tháng 3 năm 2005   | 1                           |
| McFly                                                                     | "All About You/You've Got a Friend"                    | 13 tháng 3 năm 2005  | 1                           |
| Tony Christie hợp tác với Peter Kay                                       | "Is This the Way to Amarillo"†                         | 20 tháng 3 năm 2005  | 7                           |
| Akon                                                                      | "Lonely"                                               | 8 tháng 5 năm 2005   | 2                           |
| Oasis                                                                     | "Lyla"                                                 | 22 tháng 5 năm 2005  | 1                           |
| Crazy Frog                                                                | "Axel F"                                               | 29 tháng 5 năm 2005  | 4                           |
| 2Pac\| hợp tác với Elton John                                             | "Ghetto Gospel"                                        | 26 tháng 6 năm 2005  | 3                           |
| James Blunt                                                               | "You're Beautiful"                                     | 17 tháng 7 năm 2005  | 5                           |
| McFly                                                                     | "I'll Be OK"                                           | 21 tháng 8 năm 2005  | 1                           |
| Oasis                                                                     | "The Importance of Being Idle"                         | 28 tháng 8 năm 2005  | 1                           |
| Gorillaz hợp tác với Shaun Ryder                                          | "DARE"                                                 | 4 tháng 9 năm 2005   | 1                           |
| Pussycat Dolls hợp tác với Busta Rhymes                                   | "Don't Cha"                                            | 11 tháng 9 năm 2005  | 3                           |
| Sugababes                                                                 | "Push the Button"                                      | 2 tháng 10 năm 2005  | 3                           |
| Arctic Monkeys                                                            | "I Bet You Look Good on the Dancefloor"                | 23 tháng 10 năm 2005 | 1                           |
| Westlife                                                                  | "You Raise Me Up"                                      | 30 tháng 10 năm 2005 | 2                           |
| Madonna                                                                   | "Hung Up"                                              | 13 tháng 11 năm 2005 | 3                           |
| Pussycat Dolls                                                            | "Stickwitu"                                            | 4 tháng 12 năm 2005  | 2                           |
| Nizlopi                                                                   | "JCB"                                                  | 18 tháng 12 năm 2005 | 1                           |
| Shayne Ward                                                               | "That's My Goal"                                       | 25 tháng 12 năm 2005 | 4                           |
| Nghệ sĩ                                                                   | Đĩa đơn                                                | Đạt vị trí số 1 vào  | Số tuần đạt đạt vị trí số 1 |
| Arctic Monkeys                                                            | "When the Sun Goes Down"                               | 22 tháng 1 năm 2006  | 1                           |
| The Notorious B.I.G. hợp tác với Diddy, Nelly, Jagged Edge và Avery Storm | "Nasty Girl"                                           | 29 tháng 1 năm 2006  | 2                           |
| Meck hợp tác với Leo Sayer                                                | "Thunder In My Heart Again"                            | 12 tháng 2 năm 2006  | 2                           |
| Madonna                                                                   | "Sorry"                                                | 26 tháng 2 năm 2006  | 1                           |
| Chico                                                                     | "It's Chico Time"                                      | 5 tháng 3 năm 2006   | 2                           |
| Orson                                                                     | "No Tomorrow"                                          | 19 tháng 3 năm 2006  | 1                           |
| Ne-Yo                                                                     | "So Sick"                                              | 26 tháng 3 năm 2006  | 1                           |
| Gnarls Barkley                                                            | "Crazy"†                                               | 2 tháng 4 năm 2006   | 9                           |
| Sandi Thom                                                                | "I Wish I Was a Punk Rocker (With Flowers in My Hair)" | 4 tháng 6 năm 2006   | 1                           |
| Nelly Furtado                                                             | "Maneater"                                             | 11 tháng 6 năm 2006  | 3                           |
| Shakira hợp tác với Wyclef Jean                                           | "Hips Don't Lie"                                       | 2 tháng 7 năm 2006   | 1                           |
| Lily Allen                                                                | "Smile"                                                | 9 tháng 7 năm 2006   | 2                           |
| McFly                                                                     | "Don't Stop Me Now/Please, Please"                     | 23 tháng 7 năm 2006  | 1                           |
| Shakira hợp tác với Wyclef Jean                                           | "Hips Don't Lie"                                       | 30 tháng 7 năm 2006  | 4                           |
| Beyoncé hợp tác với Jay-Z                                                 | "Deja Vu"                                              | 27 tháng 8 năm 2006  | 1                           |
| Justin Timberlake                                                         | "SexyBack"                                             | 3 tháng 9 năm 2006   | 1                           |
| Scissor Sisters                                                           | "I Don't Feel Like Dancin'"                            | 10 tháng 9 năm 2006  | 4                           |
| Razorlight                                                                | "America"                                              | 8 tháng 10 năm 2006  | 1                           |
| My Chemical Romance                                                       | "Welcome to the Black Parade"                          | 15 tháng 10 năm 2006 | 2                           |
| McFly                                                                     | "Star Girl"                                            | 29 tháng 10 năm 2006 | 1                           |
| Fedde Le Grand                                                            | "Put Your Hands Up For Detroit"                        | 5 tháng 11 năm 2006  | 1                           |
| Westlife                                                                  | "The Rose"                                             | 12 tháng 11 năm 2006 | 1                           |
| Akon hợp tác với Eminem                                                   | "Smack That"                                           | 19 tháng 11 năm 2006 | 1                           |
| Take That                                                                 | "Patience"                                             | 26 tháng 11 năm 2006 | 4                           |
| Leona Lewis                                                               | "A Moment Like This"                                   | 24 tháng 12 năm 2006 | 4                           |
| Nghệ sĩ                                                                   | Đĩa đơn                                                | Đạt vị trí số 1 vào  | Số tuần đạt đạt vị trí số 1 |
| Mika                                                                      | "Grace Kelly"                                          | 21 tháng 1 năm 2007  | 5                           |
| Kaiser Chiefs                                                             | "Ruby"                                                 | 25 tháng 2 năm 2007  | 1                           |
| Take That                                                                 | "Shine"                                                | 4 tháng 3 năm 2007   | 2                           |
| Sugababes vs. Girls Aloud                                                 | "Walk This Way"                                        | 18 tháng 3 năm 2007  | 1                           |
| The Proclaimers hợp tác với Brian Potter và Andy Pipkin                   | "I'm Gonna Be (500 Miles)"                             | 25 tháng 3 năm 2007  | 3                           |
| Timbaland hợp tác với Nelly Furtado và Justin Timberlake                  | "Give It to Me"                                        | 15 tháng 4 năm 2007  | 1                           |
| Beyoncé & Shakira                                                         | "Beautiful Liar"                                       | 22 tháng 4 năm 2007  | 3                           |
| McFly                                                                     | "Baby's Coming Back/Transylvania"                      | 13 tháng 5 năm 2007  | 1                           |
| Rihanna hợp tác với Jay-Z                                                 | "Umbrella"                                             | 20 tháng 5 năm 2007  | 10                          |
| Timbaland hợp tác với Keri Hilson và D.O.E.                               | "The Way I Are"                                        | 29 tháng 7 năm 2007  | 2                           |
| Robyn with Kleerup                                                        | "With Every Heartbeat"                                 | 12 tháng 8 năm 2007  | 1                           |
| Kanye West                                                                | "Stronger"                                             | 19 tháng 8 năm 2007  | 2                           |
| Sean Kingston                                                             | "Beautiful Girls"                                      | 2 tháng 9 năm 2007   | 4                           |
| Sugababes                                                                 | "About You Now"                                        | 30 tháng 9 năm 2007  | 4                           |
| Leona Lewis                                                               | "Bleeding Love"†                                       | 28 tháng 10 năm 2007 | 7                           |
| Katie Melua và Eva Cassidy                                                | "What A Wonderful World"                               | 16 tháng 12 năm 2007 | 1                           |
| Leon Jackson                                                              | "When You Believe"                                     | 23 tháng 12 năm 2007 | 3                           |
| Nghệ sĩ                                                                   | Đĩa đơn                                                | Đạt vị trí số 1 vào  | Số tuần đạt đạt vị trí số 1 |
| Basshunter hợp tác với DJ Mental Theo's Bazzheadz                         | "Now You're Gone"                                      | 13 tháng 1 năm 2008  | 5                           |
| Duffy                                                                     | "Mercy"                                                | 17 tháng 2 năm 2008  | 5                           |
| Estelle hợp tác với Kanye West                                            | "American Boy"                                         | 23 tháng 3 năm 2008  | 4                           |
| Madonna hợp tác với Justin Timberlake và Timbaland                        | "4 Minutes"                                            | 20 tháng 4 năm 2008  | 4                           |
| The Ting Tings                                                            | "That's Not My Name"                                   | 18 tháng 5 năm 2008  | 1                           |
| Rihanna                                                                   | "Take a Bow"                                           | 25 tháng 5 năm 2008  | 2                           |
| Mint Royale                                                               | "Singin' in the Rain"                                  | 8 tháng 6 năm 2008   | 2                           |
| Coldplay                                                                  | "Viva la Vida"                                         | 22 tháng 6 năm 2008  | 1                           |
| Ne-Yo                                                                     | "Closer"                                               | 29 tháng 6 năm 2008  | 1                           |
| Dizzee Rascal hợp tác với Calvin Harris and Chrome                        | "Dance Wiv Me"                                         | 6 tháng 7 năm 2008   | 4                           |
| Kid Rock                                                                  | "All Summer Long"                                      | 3 tháng 8 năm 2008   | 1                           |
| Katy Perry                                                                | "I Kissed a Girl"                                      | 10 tháng 8 năm 2008  | 5                           |
| Kings of Leon                                                             | "Sex on Fire"                                          | 14 tháng 9 năm 2008  | 3                           |
| Pink                                                                      | "So What"                                              | 5 tháng 10 năm 2008  | 3                           |
| Girls Aloud                                                               | "The Promise"                                          | 26 tháng 10 năm 2008 | 1                           |
| The X Factor Finalists 2008                                               | "Hero"                                                 | 2 tháng 11 năm 2008  | 3                           |
| Beyoncé                                                                   | "If I Were a Boy"                                      | 23 tháng 11 năm 2008 | 1                           |
| Take That                                                                 | "Greatest Day"                                         | 30 tháng 11 năm 2008 | 1                           |
| Leona Lewis                                                               | "Run"                                                  | 7 tháng 12 năm 2008  | 2                           |
| Alexandra Burke                                                           | "Hallelujah"†                                          | 21 tháng 12 năm 2008 | 3                           |
| Nghệ sĩ                                                                   | Đĩa đơn                                                | Đạt vị trí số 1 vào  | Số tuần đạt đạt vị trí số 1 |
| Lady Gaga hợp tác với Colby O'Donis                                       | "Just Dance"                                           | 11 tháng 1 năm 2009  | 3                           |
| Lily Allen                                                                | "The Fear"                                             | 1 tháng 2 năm 2009   | 4                           |
| Kelly Clarkson                                                            | "My Life Would Suck Without You"                       | 1 tháng 3 năm 2009   | 1                           |
| Flo Rida hợp tác với Ke$ha                                                | "Right Round"                                          | 8 tháng 3 năm 2009   | 1                           |
| Vanessa Jenkins và Bryn West hợp tác với Sir Tom Jones và Robin Gibb      | "Islands in the Stream"                                | 15 tháng 3 năm 2009  | 1                           |
| Lady Gaga                                                                 | "Poker Face"†                                          | 22 tháng 3 năm 2009  | 3                           |
| Calvin Harris                                                             | "I'm Not Alone"                                        | 12 tháng 4 năm 2009  | 2                           |
| Tinchy Stryder hợp tác với N-Dubz                                         | "Number 1"                                             | 26 tháng 4 năm 2009  | 3                           |
| Black Eyed Peas                                                           | "Boom Boom Pow"                                        | 17 tháng 5 năm 2009  | 1                           |
| Dizzee Rascal                                                             | "Bonkers"                                              | 24 tháng 5 năm 2009  | 2                           |
| Black Eyed Peas                                                           | "Boom Boom Pow"                                        | 7 tháng 6 năm 2009   | 1                           |
| Pixie Lott                                                                | "Mama Do (Uh Oh, Uh Oh)"                               | 14 tháng 6 năm 2009  | 1                           |
| David Guetta hợp tác với Kelly Rowland                                    | "When Love Takes Over"                                 | 21 tháng 6 năm 2009  | 1                           |
| La Roux                                                                   | "Bulletproof"                                          | 28 tháng 6 năm 2009  | 1                           |
| Cascada                                                                   | "Evacuate the Dancefloor"                              | 5 tháng 7 năm 2009   | 2                           |
| JLS                                                                       | "Beat Again"                                           | 19 tháng 7 năm 2009  | 2                           |
| Black Eyed Peas                                                           | "I Gotta Feeling"                                      | 2 tháng 8 năm 2009   | 1                           |
| Tinchy Stryder hợp tác với Amelle                                         | "Never Leave You"                                      | 9 tháng 8 năm 2009   | 1                           |
| Black Eyed Peas                                                           | "I Gotta Feeling"                                      | 16 tháng 8 năm 2009  | 1                           |
| David Guetta hợp tác với Akon                                             | "Sexy Bitch/Chick"                                     | 23 tháng 8 năm 2009  | 1                           |
| Dizzee Rascal                                                             | "Holiday"                                              | 30 tháng 8 năm 2009  | 1                           |
| Jay-Z hợp tác với Rihanna và Kanye West                                   | "Run This Town"                                        | 6 tháng 9 năm 2009   | 1                           |
| Pixie Lott                                                                | "Boys and Girls"                                       | 13 tháng 9 năm 2009  | 1                           |
| Taio Cruz                                                                 | "Break Your Heart"                                     | 20 tháng 9 năm 2009  | 3                           |
| Chipmunk hợp tác với Dayo Olatunji                                        | "Oopsy Daisy"                                          | 11 tháng 10 năm 2009 | 1                           |
| Alexandra Burke hợp tác với Flo Rida                                      | "Bad Boys"                                             | 18 tháng 10 năm 2009 | 1                           |
| Cheryl Cole                                                               | "Fight for This Love"                                  | 25 tháng 10 năm 2009 | 2                           |
| JLS                                                                       | "Everybody In Love"                                    | 8 tháng 11 năm 2009  | 1                           |
| Black Eyed Peas                                                           | "Meet Me Halfway"                                      | 15 tháng 11 năm 2009 | 1                           |
| The X Factor Finalists 2009                                               | "You Are Not Alone"                                    | 22 tháng 11 năm 2009 | 1                           |
| Peter Kay's Animated All Star Band                                        | "The Official BBC Children in Need Medley"             | 29 tháng 11 năm 2009 | 2                           |
| Lady Gaga                                                                 | "Bad Romance"                                          | 13 tháng 12 năm 2009 | 1                           |
| Rage Against the Machine                                                  | "Killing in the Name"                                  | 20 tháng 12 năm 2009 | 1                           |

## Các nghệ sĩ có nhiều đĩa đơn quán quân
Các nghệ sĩ sau đều có từ 4 đĩa đơn quán quân trở lên trong thập niên 2000. Một số nghệ sĩ có đĩa đơn quán quân của riêng mình, đồng thời họ còn hợp tác. Ví dụ: Madonna, Timbaland và Justin Timberlake cùng nhau hợp tác trong ca khúc "4 Minutes", sẽ được tính cho cả ba người bởi vì tên của họ có trên bìa đĩa đơn, trong khi đó "Where is the Love" sẽ không tính cho Timberlake vì anh ấy không được ghi tên trên bìa đĩa nhạc.
| Nghệ sĩ         | Đĩa đơn quán quân |
| --------------- | ----------------- |
| Westlife        | 11                |
| Eminem          | 7                 |
| McFly           | 7                 |
| Sugababes       | 6                 |
| Madonna         | 5                 |
| Beyoncé         | 4                 |
| Black Eyed Peas | 4                 |
| Busted          | 4                 |
| Gareth Gates    | 4                 |
| Girls Aloud     | 4                 |
| Jay-Z           | 4                 |
| Nelly           | 4                 |
| Oasis           | 4                 |
| Elvis Presley   | 4                 |
| Britney Spears  | 4                 |
| U2              | 4                 |
| Robbie Williams | 4                 |
| Will Young      | 4                 |

## Tổng số tuần ở vị trí quán quân
| Nghệ sĩ         | Số tuần |
| --------------- | ------- |
| Sugababes       | 15[E]   |
| Jay-Z           | 15[A]   |
| Westlife        | 14[B]   |
| Rihanna         | 13      |
| Leona Lewis     | 13      |
| Peter Kay       | 12 [F]  |
| Will Young      | 12 [E]  |
| Black Eyed Peas | 11      |
| Gareth Gates    | 11      |
| Robbie Williams | 10      |
| Madonna         | 10      |
| Alexandra Burke | 11 [G]  |
| Dizzee Rascal   | 11 [E]  |
| Atomic Kitten   | 9       |
| Gnarls Barkley  | 9       |
| Beyoncé         | 8       |
| Girls Aloud     | 8       |
| Shakira         | 8       |
| McFly           | 8       |
| Lady Gaga       | 7       |
| Eminem          | 7       |

- A. ^  Bao gồm hợp tác với Rihanna trong "Umbrella" và Beyoncé trong "Crazy In Love" và "Déjà Vu".
- B. ^  Không bao gồm 2 tuần đạt vị trí số 1 cuối năm 1999 với "I Have a Dream"/"Seasons in the Sun".
- D. ^  Bao gồm hợp tác với Dizzee Rascal.
- E. ^  Bao gồm với Band Aid 20.
- F  ^  Bao gồm hợp tác với Brian Potter.
- G  ^  Bao gồm 3 tuần với đĩa đơn Hero là người thắng cuộc thi X-Factor và 2 tuần trong nhóm hát Helping Haiti với đĩa đơn Everybody Hurts.

## Chứng nhận doanh số và đĩa bạch kim
Vào tháng 4 năm 1973, British Phonographic Industry (viết tắt là BPI) bắt đầu phân loại các đĩa đơn và album dựa trên doanh số bán hàng. Trong thập niên 1990, mức cao nhất là đĩa bạch kim và trao cho đĩa đơn nào bán được trên 600,000 bản. Vào tháng 2 năm 1987, BPI đã đưa vào mục phân loại mới cho đĩa bội bạch kim nếu đĩa đơn đó bán từ 1,200,000 bản trở lên sẽ chứng nhận 2 lần đĩa Bạch kim, 1,800,000 bản trở lên sẽ chứng nhận 3 lần đĩa Bạch kim, v.v...
Với 34 đĩa thu âm, trong đó chỉ có 3 đĩa không phải đĩa đơn quán quân, đều được chứng nhận đĩa bạch kim trong thập niên 2000 và 10 đĩa khác phát hành trong thập niên 2000 nhưng lại được chứng nhận đĩa bạch kim vào năm 2010. 14 đĩa trong thập niên này đã bán được hơn 1 triệu bản. Trong số đó có 4 đĩa được chứng nhận bội bạch kim, (Multiple-platinum) với "Evergreen"/"Anything is Possible" của Will Young là đĩa đơn duy nhất được chứng nhận 3 lần đĩa bạch kim bởi BPI khi bán được hơn 1,8 triệu bản.
| Nghệ sĩ                                       | Ca khúc                            | Ngày phát hành       | Ngày chứng nhận đĩa bạch kim | Năm chứng nhận đĩa bội bạch kim (Multi-platinum) |
| --------------------------------------------- | ---------------------------------- | -------------------- | ---------------------------- | ------------------------------------------------ |
| All Saints                                    | "Pure Shores"                      | 14 tháng 2 năm 2000  | 3 tháng 3 năm 2000           | —                                                |
| Sonique                                       | "It Feels So Good"                 | 29 tháng năm 2000    | 30 Tháng 6, 2000             | —                                                |
| Robbie Williams                               | "Rock DJ"                          | 31 tháng 7 năm 2000  | 13 tháng 10 năm 2000         | —                                                |
| Bob the Builder                               | "Can We Fix It"                    | 4 tháng 12 năm 2000  | 15 tháng 12 năm 2000         | 2001                                             |
| Eminem                                        | "Stan"                             | 4 tháng 12 năm 2000  | 15 tháng 12 năm 2000         | —                                                |
| Baha Men                                      | "Who Let the Dogs Out?"[No 2]      | 2 tháng 10 năm 2000  | {22 tháng 12 năm 2000        | —                                                |
| Shaggy                                        | "It Wasn't Me"                     | 26 tháng 2 năm 2001  | 2 tháng 3 năm 2001           | 2001                                             |
| Atomic Kitten                                 | "Whole Again"                      | 29 tháng 1 năm 2001  | 2 tháng 3 năm 2001           | —                                                |
| Westlife                                      | "Uptown Girl"                      | 5 tháng 3 năm 2001   | 16 tháng 3 năm 2001          | —                                                |
| Hear'Say                                      | "Pure and Simple"                  | 12 tháng 3 năm 2001  | 30 tháng 3 năm 2001          | 2001, (2×: 30 tháng 3 năm 2001)                  |
| S Club 7                                      | "Don't Stop Movin'"                | 29 tháng 1 năm 2001  | 2 tháng 3 năm 2001           | —                                                |
| Kylie Minogue                                 | "Can't Get You Out of My Head"     | 17 tháng 8 năm 2001  | 28 tháng 9 năm 2001          | 2002                                             |
| DJ Ötzi                                       | "Hey Baby"                         | 10 tháng 9 năm 2001  | 19 tháng 10 năm 2001         | —                                                |
| Will Young                                    | "Evergreen"/"Anything is Possible" | 25 tháng 2 năm 2002  | 1 tháng 3 năm 2002           | 2002, (2–3×: 1 tháng 3 năm 2002)                 |
| Enrique Iglesias                              | "Hero"                             | 21 tháng 1 năm 2002  | 15 tháng 3 năm 2002          | —                                                |
| Gareth Gates                                  | "Unchained Melody"                 | 18 tháng 3 năm 2002  | 22 tháng 3 năm 2002          | 2002, (2×: 22 tháng 3 năm 2002)                  |
| Elvis Presley vs JXL                          | "A Little Less Conversation"       | 10 tháng 6 năm 2002  | 2 tháng 8 năm 2002           | —                                                |
| Nelly hợp tác với Kelly Rowland               | "Dilemma"                          | 14 tháng 10 năm 2002 | 8 tháng 11 năm 2002          | —                                                |
| Las Ketchup                                   | "The Ketchup Song"                 | 7 tháng 10 năm 2002  | 24 tháng 1 năm 2003          | —                                                |
| Girls Aloud                                   | "Sound of the Underground"         | 16 tháng 12 năm 2002 | 14 tháng 3 năm 2003          | —                                                |
| Gareth Gates                                  | "Spirit in the Sky"                | 10 tháng 3 năm 2003  | 2 tháng 5 năm 2003           | —                                                |
| The Black Eyed Peas                           | "Where Is the Love?"               | 1 tháng 9 năm 2003   | 31 tháng 10 năm 2003         | —                                                |
| Michael Andrews and Gary Jules                | "Mad World"                        | 15 tháng 12 năm 2003 | 9 tháng 1 năm 2004           | —                                                |
| Band Aid 20                                   | "Do They Know It's Christmas?"     | 19 tháng 11 năm 2004 | 17 tháng 12 năm 2004         | 2004, (2×: 17 tháng 12 năm 2004)                 |
| Tony Christie hợp tác Peter Kay               | "Is This the Way to Amarillo"      | 14 tháng 3 năm 2005  | 8 tháng 4 năm 2005           | 2005                                             |
| Shayne Ward                                   | "That's My Goal"                   | 21 tháng 12 năm 2005 | 13 tháng 1 năm 2006          | 2005–2006                                        |
| Gnarls Berkley                                | "Crazy"                            | 10 tháng 4 năm 2006  | 26 tháng 5 năm 2006          | —                                                |
| Leona Lewis                                   | "A Moment Like This"               | 18 tháng 12 năm 2006 | 5 tháng 1 năm 2007           | —                                                |
| Leona Lewis                                   | "Bleeding Love"                    | 22 tháng 10 năm 2007 | 18 tháng 1 năm 2008          | 2010                                             |
| Rihanna hợp tác với Jay-Z                     | "Umbrella"                         | 14 tháng 5 năm 2007  | 12 tháng 12 năm 2008         | —                                                |
| Dizzee Rascal hợp tác Calvin Harris và Chrome | "Dance wiv Me"                     | 7 tháng 7 năm 2008   | 16 tháng 1 năm 2009          | —                                                |
| Kings of Leon                                 | "Sex on Fire"                      | 15 tháng 9 năm 2008  | —                            | 2010                                             |
| Alexandra Burke                               | "Hallelujah"                       | 17 tháng 12 năm 2008 | 16 tháng 1 năm 2009          | 2009                                             |
| X Factor finalists                            | "Hero"                             | 27 tháng 10 năm 2008 | 16 tháng 1 năm 2009          | —                                                |
| La Roux                                       | "In for the Kill"[No 2]            | 16 tháng 3 năm 2009  | 28 tháng 8 năm 2009          | —                                                |
| Lady Gaga                                     | "Just Dance"                       | 5 tháng 1 năm 2009   | 7 tháng 1 năm 2010           | —                                                |
| Lady Gaga                                     | "Poker Face"                       | 13 tháng 4 năm 2009  | 7 tháng 1 năm 2010           | 2010                                             |
| The Black Eyed Peas                           | "Boom Boom Pow"                    | 25 tháng 5 năm 2009  | 7 tháng 1 năm 2010           | —                                                |
| The Black Eyed Peas                           | "I Gotta Feeling"                  | 24 tháng 7 năm 2009  | 7 tháng 1 năm 2010           | 2010                                             |
| Alexandra Burke hợp tác với Flo Rida          | "Bad Boys"                         | 12 tháng 10 năm 2009 | 7 tháng 1 năm 2010           | —                                                |
| Nickelback                                    | "Rockstar"[No 2]                   | 12 tháng 11 năm 2007 | 23 tháng 4 năm 2010          | —                                                |
| Cheryl Cole                                   | "Fight for This Love"              | 19 tháng 10 năm 2009 | 14 tháng 5 năm 2010          | —                                                |
| Katy Perry                                    | "I Kissed a Girl"                  | 1 tháng 9 năm 2008   | 10 tháng 9 năm 2010          | —                                                |
| David Guetta hợp tác với Akon                 | "Sexy Chick"                       | 14 tháng 8 năm 2009  | 10 tháng 9 năm 2010          | —                                                |

### Thông tin thêm
- [No 2]: Đĩa đơn "Who Let the Dogs Out?", "Rockstar" và "In for the Kill" chỉ đạt vị trí số 2 trên bảng xếp hạng UK Singles chart.[29][30][31]